# George W. Bush
George Walker Bush (pronunciación en inglés: /bʊʃ/ (escucharⓘ); New Haven, Connecticut, 6 de julio de 1946) también llamado coloquialmente Bush hijo, es un político y empresario estadounidense que ejerció como el 43.er presidente de los Estados Unidos entre el 20 de enero de 2001 y el 20 de enero de 2009. Anteriormente, había sido el 46.º gobernador del estado de Texas entre el 17 de enero de 1995 y el 21 de diciembre de 2000.
Es el hijo mayor de Barbara y George H. W. Bush, 41.er presidente de los Estados Unidos. Después de graduarse en la Universidad de Yale en 1968 y en la Harvard Business School en 1975, trabajó en empresas petroleras. Casado en 1977 con Laura Welch, poco después se postuló, sin éxito, para la Cámara de Representantes. Fue copropietario del equipo de béisbol Texas Rangers, poco antes de derrotar a Ann Richard en las elecciones para gobernador de Texas de 1994. Fue nombrado presidente del país tras una ajustada victoria en las elecciones presidenciales del año 2000, en medio de acusaciones de fraude, convirtiéndose en el cuarto presidente elegido con menos votos que su rival en la historia de Estados Unidos. Fue el segundo presidente hijo de otro expresidente tras John Quincy Adams. Es también hermano de Jeb Bush, exgobernador de Florida y que fue precandidato republicano para las elecciones presidenciales de 2016.
Cuando apenas habían transcurrido ocho meses de su primer mandato como presidente, Bush tuvo que enfrentarse a los atentados terroristas del 11 de septiembre de 2001, cuya respuesta fue declarar la «guerra contra el terrorismo», una campaña militar internacional iniciada con la guerra de Afganistán, para derrocar al Talibán, destruir al grupo terrorista Al Qaeda y capturar a Osama bin Laden, autor intelectual de los ataques. En clave interna, promovió la aprobación de la Ley Patriótica, que expandió significativamente al aparato de seguridad e inteligencia del estado y restringió derechos y libertades. En 2003, su administración comenzó la guerra de Irak bajo el supuesto motivo, de que el régimen de Saddam Hussein poseía un programa activo de armas de destrucción masiva (ADM) y que el gobierno iraquí representaba una amenaza para los Estados Unidos y Occidente.
Promovió políticas que recaían en la economía, la sanidad y la educación, reformó la seguridad social. Redujo por ley los impuestos generales, promulgó la ley Que Ningún Niño Se Quede Atrás, una nueva ley del aborto, nuevas subvenciones de medicamentos para personas mayores dentro de Medicare, la financiación de un programa de ayuda contra el sida conocido como PEPFAR. Su primera legislatura estuvo marcada por los debates nacionales sobre inmigración, seguridad social, vigilancia electrónica y el uso de la tortura.
Pese a las guerras, Bush logró derrotar al senador demócrata John Kerry en las elecciones presidenciales de 2004, unos comicios con unos resultados de nuevo relativamente ajustados que le permitieron comenzar un segundo mandato. Bush se tuvo que enfrentar a críticas cada vez mayores provenientes de todo el espectro político por su gestión de la guerra de Irak y del desastre del huracán Katrina. En medio de estos sucesos, el Partido Demócrata recuperó el control del Congreso en las elecciones legislativas de 2006. En diciembre de 2007, los Estados Unidos entraron en su mayor contracción económica desde el fin de la Segunda Guerra Mundial, periodo a menudo denominado «Gran Recesión», que obligó al gobierno de Bush a poner en marcha, con la aprobación del Congreso, múltiples programas económicos destinados a salvar del colapso al sistema financiero del país, que incluyeron la nacionalización para la inyección de fondos de algunos de los principales bancos nacionales y empresas. En Estados Unidos, Bush fue uno de los presidentes más populares —tras los ataques del 11 de septiembre— y uno de los más impopulares de la historia —durante la crisis financiera de 2008—. A nivel internacional gozó de menor aprobación en general que en su país y su política exterior fue duramente criticada; según las encuestas, durante el mandato de Bush el grado de simpatía del resto del mundo hacia Estados Unidos se redujo.
Tras abandonar el cargo en 2009, volvió a Texas, donde compró una casa en un suburbio de Dallas. En la actualidad es orador, ha escrito un libro de memorias titulado Decision Points, tiene la pintura como hobby y su biblioteca presidencial se inauguró en 2013. Los últimos estudios académicos han situado su presidencia como una de las peores.

## Infancia y primeros años

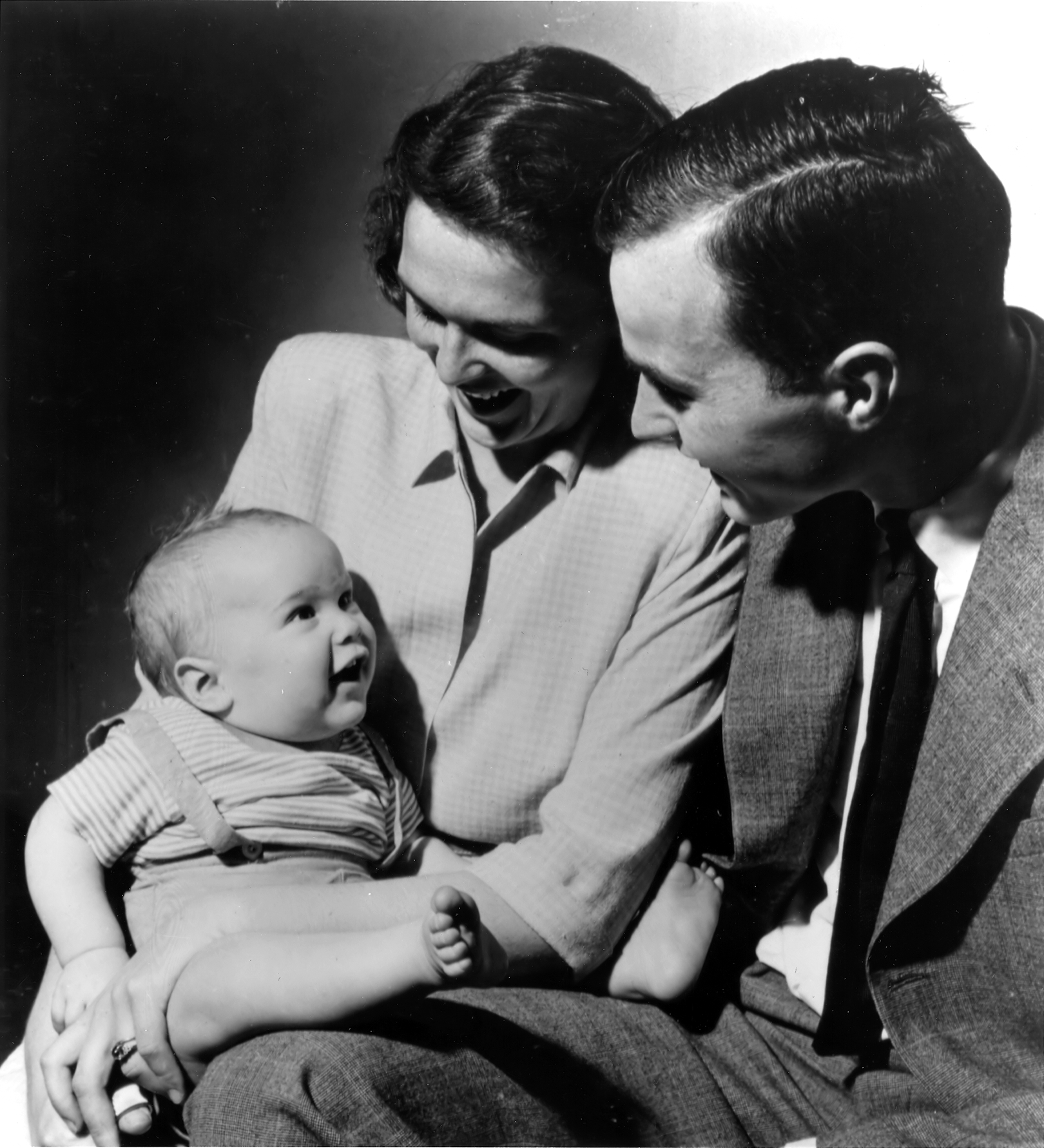
George W. Bush con sus padres George y Barbara Bush alrededor de 1947.

George Walker Bush nació el 6 de julio de 1946 en el hospital Grace-New Haven (cuyo nombre actual es Yale–New Haven) de New Haven, una ciudad del estado de Connecticut. Fue el primer hijo del matrimonio formado por George Herbert Walker Bush y Barbara Pierce. Se crio en Midland y Houston, dos ciudades situadas en el estado de Texas, junto a sus cuatro hermanos: Jeb, Neil, Marvin y Dorothy. Bush tuvo otra hermana menor, Robin, que murió de leucemia a los tres años de edad, en 1953. Su abuelo, Prescott Bush, fue un alto ejecutivo del sector bancario y senador por Connecticut. Su padre, George H. W. Bush, fue director de la CIA, vicepresidente de Ronald Reagan entre 1981 y 1989 y 41.º presidente de Estados Unidos entre 1989 y 1993. Los antepasados de Bush son sobre todo ingleses y en menor medida alemanes; además tiene raíces neerlandesas, galesas, irlandesas, francesas y escocesas más distantes.

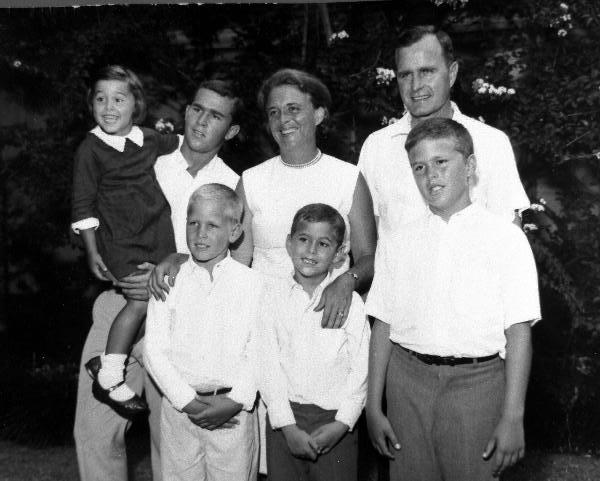
La familia de George H.W. Bush a principios de los años 1960: en primer plano Neil, Marvin y Jeb Bush y al fondo, Doro (en brazos de George W. Bush), Barbara y George HW Bush

Bush asistió a escuelas públicas en Midland, hasta que la familia se mudó a Houston después de que Bush hubiese terminado séptimo grado. En Houston asistió durante dos años a The Kinkaid School, una escuela preparatoria secular.
Bush realizó sus estudios de secundaria en la Phillips Academy, un internado en aquellos años exclusivamente masculino en Andover, Massachusetts, donde jugó al béisbol y, en su último año, fue jefe del equipo de animadoras. Entre 1964 y 1968 estudió en la Universidad de Yale, donde se graduó con un Bachelor of Arts en historia. Durante su estancia allí fue animador y miembro de la fraternidad Delta Kappa Epsilon, de la que fue presidente en su último año. Bush también se convirtió en miembro de la célebre sociedad secreta Skull & Bones en su último año universitario. En Yale, Bush jugó al rugby y se consideraba a sí mismo un estudiante promedio. En efecto, su nota media en sus primeros tres años fue de un 7,7 y en su cuarto año obtuvo una calificación similar dentro de un sistema de evaluación no numérico.
A partir del otoño de 1973, Bush asistió a la Harvard Business School, donde obtuvo un máster en Administración y Dirección de Empresas —MBA por sus siglas en inglés. Es hasta el momento el único presidente de Estados Unidos en haber obtenido un MBA.

### Guardia Nacional Aérea de Texas

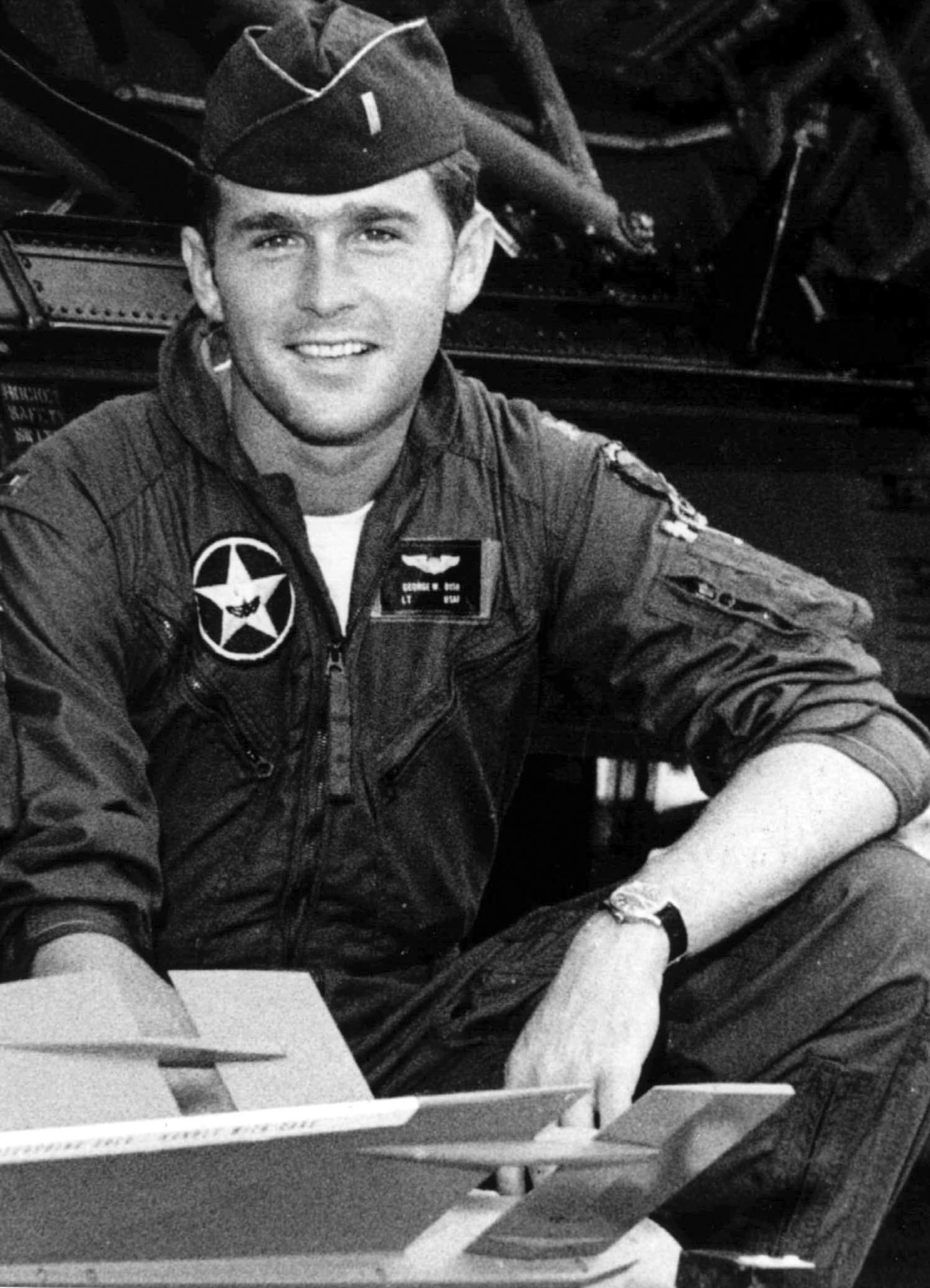
George Bush con uniforme de teniente durante su servicio militar en la Guardia Nacional. Fotografía realizada por la USAF entre 1968 y 1973.

En mayo de 1968, en plena guerra de Vietnam, Bush fue llamado a filas y reclutado por la Guardia Nacional Aérea de Texas. Después de dos años de servicio activo durante los cuales recibió adiestramiento, fue asignado a Houston, donde pilotó un Convair F-102 como parte de la 147.ª ala de reconocimiento con base en la Ellington Field Joint Reserve Base. Sus críticos, entre ellos el expresidente del Comité Nacional del Partido Demócrata, Terry McAuliffe, han alegado que Bush recibió un trato favorable gracias a la posición política de su padre, que entonces era miembro de la Cámara de Representantes. Los críticos sostienen que Bush fue seleccionado como piloto a pesar de que en las pruebas de aptitud obtuvo una baja calificación y su asistencia era irregular. En junio de 2005, el Departamento de Defensa de Estados Unidos desclasificó todos los registros de servicio de Bush en la Guardia Nacional Aérea de Texas, que se encuentran en sus archivos oficiales.
Entre finales de 1972 y principios de 1973 se enroló en la 187.ª ala de combate de la Guardia Nacional Aérea de Alabama, después de haberse trasladado a Montgomery, en Alabama, para trabajar en la fracasada campaña para ser elegido senador del republicano Winton M. Blount. En 1972, su licencia de vuelo fue suspendida tras no presentarse a un examen físico programado. Fue dado de baja con honores de la reserva de las fuerzas aéreas el 21 de noviembre de 1974.

## Matrimonio, familia y vida personal
En una barbacoa en 1977, unos amigos le presentaron a Laura Lane Welch, una maestra de escuela y bibliotecaria. Bush le propuso matrimonio apenas tres meses después de empezar su noviazgo y se casaron el 5 de noviembre de ese mismo año. La pareja se instaló en Midland y Bush dejó la Iglesia episcopal a la que pertenecía su familia para unirse a la Iglesia Metodista Unida de su esposa. El 25 de noviembre de 1981, Laura Bush dio a luz a dos gemelas, Barbara Pierce Bush y Jenna Welch Bush. Ambas hijas finalizaron su estudios en la escuela secundaria en el año 2000, pero mientras Barbara se graduó en 2004 en la Universidad de Yale, Jenna haría lo propio en la Universidad de Texas en Austin.

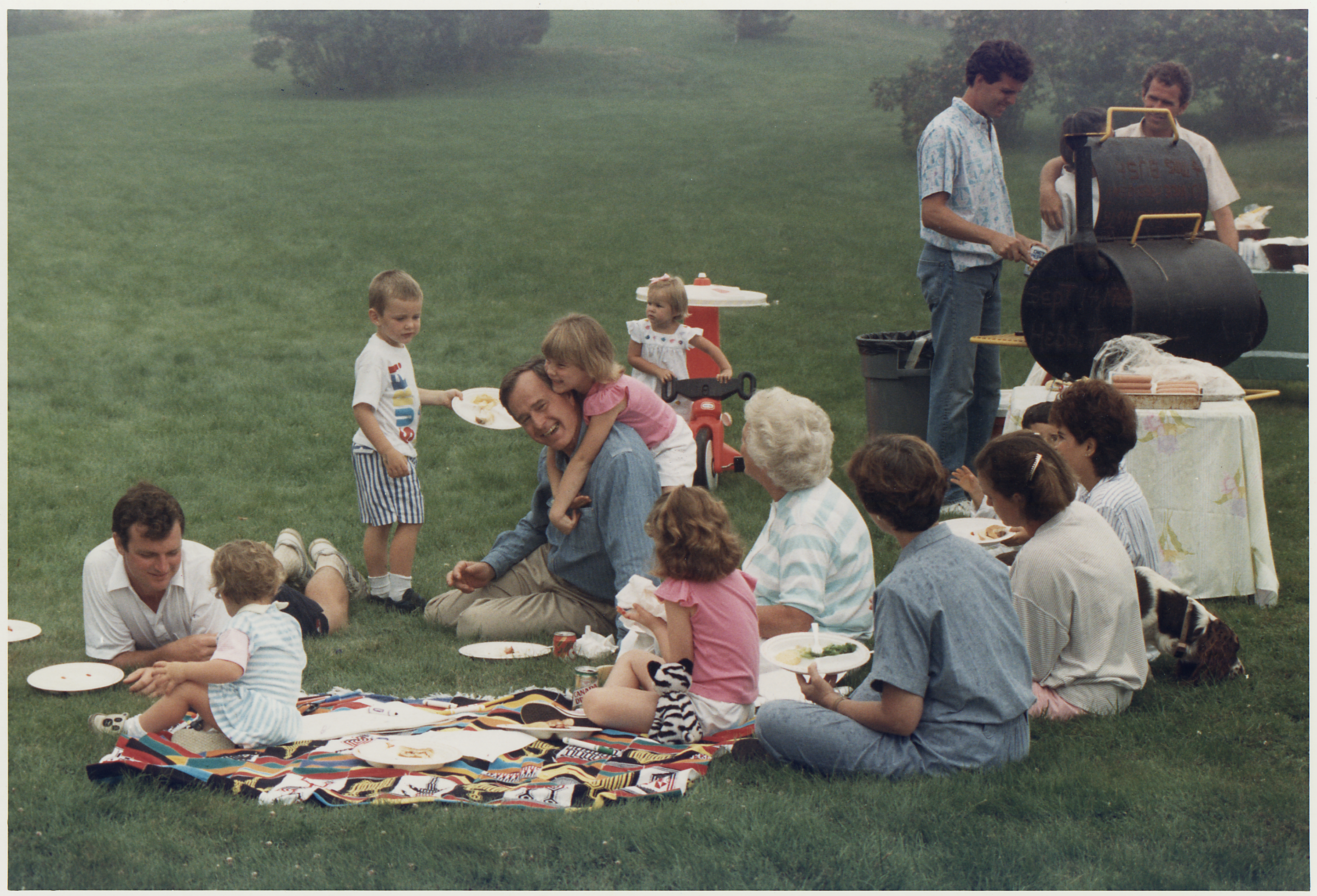
George W. Bush (derecha de la imagen) en un picnic con su familia, cuando su padre (también en la imagen) era vicepresidente, 1988.

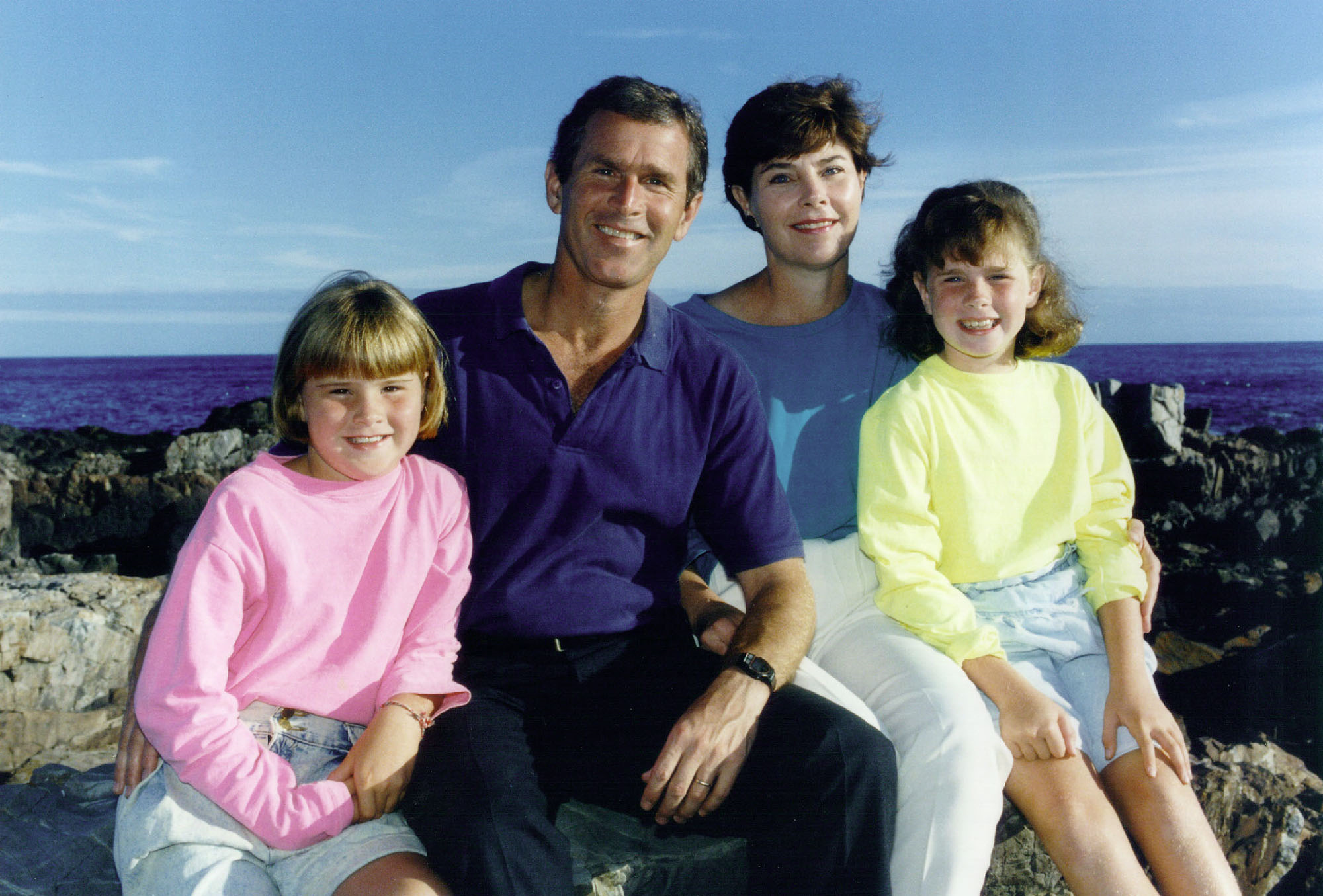
George Bush junto a su esposa y sus dos hijas en 1990.

Antes de su matrimonio, Bush tuvo problemas con el alcohol. Descrito como un «carismático fiestero que rayaba la línea del alcoholismo», sus amigos en cambio lo describían como un «bebedor ocasional», mientras sus familiares, como su madre Barbara, dijeron «no conocer sus problemas con la bebida». El 4 de septiembre de 1976, Bush fue arrestado cerca de la casa de verano que su familia tenía en Kennebunkport, en el estado de Maine, por conducir ebrio. Tras ser declarado culpable, recibió una multa de 150 dólares y se le retiró el carné de conducir de Maine brevemente. Bush aseguró años después que su esposa supuso «un efecto estabilizador» en su vida y que su influencia fue decisiva, junto al reverendo Billy Graham, para dejar el alcohol en 1986. Mientras era gobernador de Texas, Bush dijo a su mujer: «vi a una elegante y hermosa mujer, que resultó no solo ser elegante y hermosa, sino muy inteligente y dispuesta a aguantar mis asperezas, las cuales, debo confesar, se han suavizado con el paso del tiempo».
Bush es un ávido lector, teniendo como preferencia libros biográficos y de historia. Durante su presidencia, Bush leía la Biblia todos los días. También leyó catorce biografías sobre Abraham Lincoln y durante sus últimos tres años como presidente, según los informes, leyó 186 libros. Un reportero dijo haber visto en su casa, en la etapa en que Bush se dedicaba al negocio del petróleo, obras de John Fowles, F. Scott Fitzgerald, James Joyce y Gore Vidal. Algunos de sus pasatiempos son también fumar tabaco y jugar al golf. Desde que abandonó la Casa Blanca también pinta cuadros al óleo.

## Comienzos de su carrera (1978-1995)

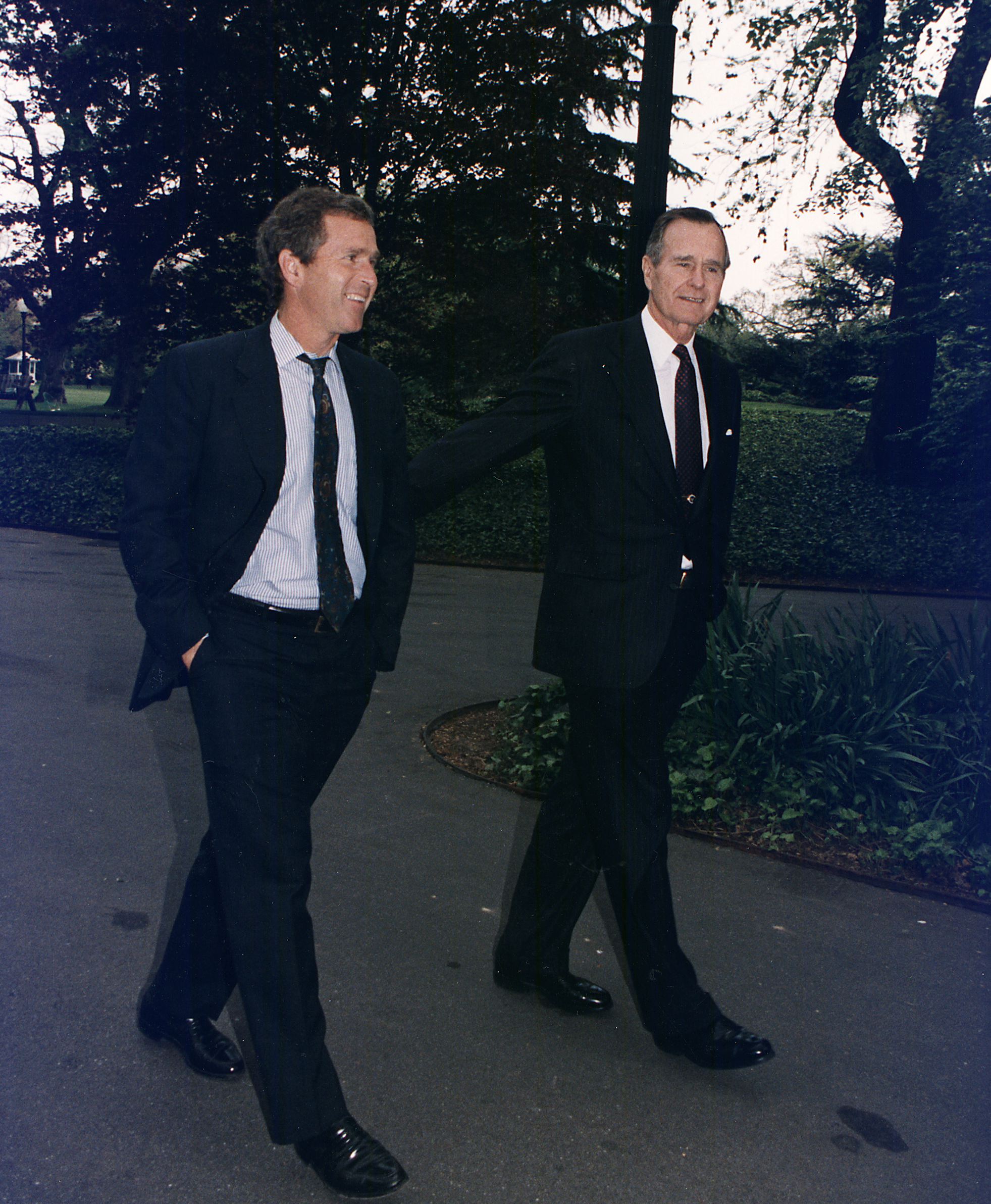
George W. Bush con su padre George H. W. Bush en los jardines de la Casa Blanca el 22 de abril de 1992.

En 1978, Bush se postuló como candidato a la Cámara de Representantes por el 19.º distrito congresional de Texas. Su oponente, Kent Hance, lo retrató como una persona sin contacto con la población rural texana. Bush perdió las elecciones por 6000 votos de diferencia (un 6 %) de los 103 000 votos emitidos. Tras este fracaso, comenzó su carrera en la industria petrolera, donde fundó una serie de pequeñas empresas de exploración de petróleo. Creó Arbusto Energy —el nombre «Arbusto» procede de la traducción al español del apellido «Bush»— que más tarde cambió su nombre a Bush Exploration. En 1984 la compañía se fusionó con una empresa mayor, Spectrum 7 y Bush fue nombrado presidente de esta última. La compañía tuvo problemas por la disminución de los precios del petróleo durante la crisis del petróleo de 1979 y entonces se fusionó con la empresa Harken Energy Corporation, donde Bush se convirtió en uno de sus directivos. Bush tuvo que enfrentarse a acusaciones por abuso de información privilegiada, debido a que vendió acciones de la compañía por varios cientos de miles de dólares poco antes de que la empresa declarara pérdidas millonarias, pero la investigación de la U.S. Securities and Exchange Commission (SEC) determinó que la información que Bush conocía en el momento en que se desprendió de las acciones no era suficiente para constituir un delito de abuso de información privilegiada.
Bush se trasladó con su familia a Washington en 1988 para trabajar y apoyar la campaña presidencial de su padre. Fue asesor de campaña, trabajó como enlace con los medios de comunicación e hizo campaña por todo el país. Tras la exitosa campaña y el triunfo de su padre en las elecciones, regresó a Texas y compró una participación, junto a un grupo de inversores de entre los amigos íntimos de su padre, en la franquicia de béisbol Texas Rangers en abril de 1989, donde ocupó el puesto de mánager general durante cinco años. Lideró los nuevos proyectos del equipo y asistió regularmente a sus partidos, a menudo sentado en las gradas abiertas con los demás aficionados. Bush vendió sus acciones de los Rangers en 1998 por unos 15 millones de dólares, cuando su inversión nueve años atrás había sido de 800 000 dólares.
En diciembre de 1991 fue una de las siete personas nombradas por su padre para dirigir su campaña de reelección de cara a las elecciones de 1992, donde trabajó como «asesor de campaña». Un mes antes, su padre le pidió que le comunicara al jefe de Gabinete de la Casa Blanca, John H. Sununu, que debía renunciar al cargo.

## Gobernador de Texas
George Bush presentó su candidatura en las elecciones para gobernador de Texas de 1994. Simultáneamente, su hermano Jeb intentó convertirse en gobernador de Florida. Bush centró su campaña en cuatro temas: la reforma del estado del bienestar, la reforma del código de responsabilidad civil, la promesa de reducir los niveles de delincuencia y mejoras en el sistema educativo. Sus asesores principales para la campaña fueron Karen Hughes, Joe Allbaught y Karl Rove.

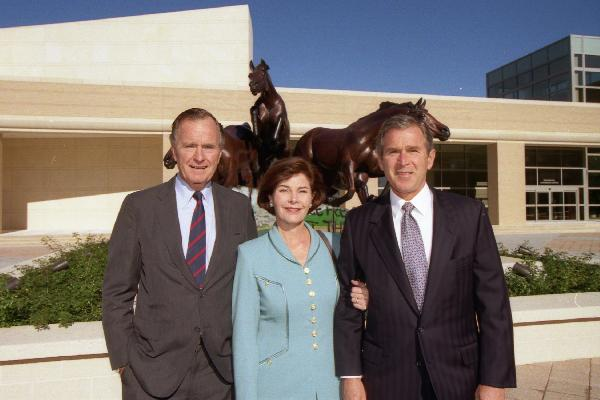
Bush con su padre y su esposa en 1997, durante su etapa como gobernador de Texas.

Después de ganar casi sin oposición las primarias republicanas, Bush se enfrentó con la popular gobernadora de Texas, la demócrata Ann Richards. Durante la campaña electoral Bush se comprometió a firmar un proyecto de ley que permitiría a los texanos obtener permisos para llevar armas de fuego ocultas. Richards había vetado el proyecto de ley durante su mandato, pero Bush lo firmó poco tiempo después de convertirse en gobernador. De acuerdo con The Atlantic Monthly: «durante la campaña se extendió el rumor de que Richards era lesbiana, lo que fue utilizado por los republicanos en su campaña —un portavoz regional de la campaña de Bush citó este rumor al criticar a Richards el haber dado a activistas homosexuales declarados empleos estatales». The Atlantic y otros medios responsabilizaron del rumor a Karl Rove, pero Rove negó estar involucrado. Bush ganó las elecciones con el 53,5 % de los votos contra el 45,9 % de Richards.
Bush utilizó el superávit presupuestario para sacar adelante el mayor recorte de impuestos de Texas, por valor de 2000 millones de dólares. Amplió la financiación gubernamental a organizaciones educativas que intentaban reducir la violencia doméstica y prevenir de los peligros del alcohol y el consumo de drogas. Los críticos dijeron que durante el mandato de Bush, Texas ocupó los últimos puestos en evaluaciones ambientales, mientras sus partidarios señalaron sus esfuerzos para aumentar los salarios de los maestros y mejorar los resultados en las pruebas escolares. En 1998, Bush ganó de nuevo las elecciones y fue reelegido con el 69 % de los votos. Se convirtió en el primer gobernador en la historia de Texas en ser elegido para dos mandatos consecutivos de cuatro años. Durante la mayor parte de la historia del estado, los mandatos de los gobernadores duraban dos años; una enmienda constitucional los amplió a cuatro años en 1975. En su segundo mandato apoyó organizaciones religiosas y disfrutó de altos índices de aprobación. En 1999, Bush firmó una ley estatal que obligaba a los minoristas a comprar una cierta cantidad de energía eléctrica procedente de fuentes renovables (RPS) y con el paso del tiempo esto ayudó a Texas a convertirse en el principal productor de energía eólica de Estados Unidos. Bush proclamó el 10 de junio de 2000 como «Día de Jesús» en Texas, un día, según dijo, para «dar un impulso a todos los texanos para responder a la llamada y servir a los necesitados siguiendo el ejemplo de Jesús».
Durante todo su primer mandato, los medios nacionales lo consideraron un potencial candidato a elecciones presidenciales futuras. Tras su reelección, las especulaciones se multiplicaron. Un año después, se decidió a buscar la nominación republicana para las presidenciales del 2000.

## Candidaturas a la presidencia

### Campaña para las elecciones de 2000

#### Primarias

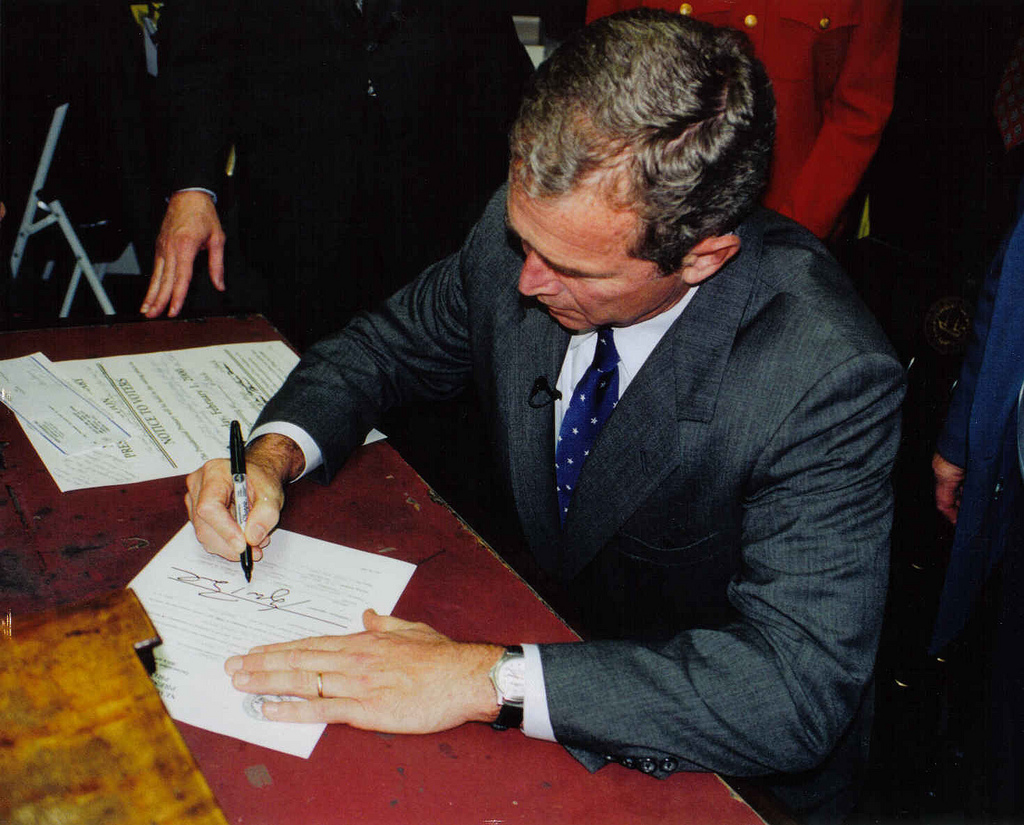
George Bush en Concord (Nuevo Hampshire) firmando su candidatura a la presidencia, 1999.

En junio de 1999, mientras era gobernador de Texas, Bush anunció su candidatura a la presidencia. De esta forma se unió al amplio abanico de candidatos que buscaban la nominación presidencial del Partido Republicano, entre los que se encontraban figuras como John McCain, Alan Keyes, Steve Forbes, Gary Bauer, Orrin Hatch, Elizabeth Dole, Dan Quayle, Pat Buchanan, Lamar Alexander, John Kasich y Robert C. Smith.
Bush se autodenominó como un «conservador compasivo», dando a entender que su posición ideológica era más centrista que la de otros candidatos republicanos. Durante la campaña prometió «devolver la integridad y honradez a la Casa Blanca», aumentar el tamaño del Ejército de Estados Unidos, reducir los impuestos, mejorar la educación y ayudar a las minorías. A principios de 2000, las primarias republicanas se convirtieron en un pulso entre Bush y McCain.
Bush ganó en los caucus de Iowa, pero a pesar de ser el favorito perdió las primarias de New Hampshire frente a McCain. A pesar de ello, Bush se recuperó y, según los analistas políticos, su condición de favorito se hizo efectiva al vencer en las primarias de Carolina del Sur, que según The Boston Globe y The New York Times pasaron a la historia por la «fuerte campaña de desprestigio y difamación desatada contra McCain» y los continuos ataques personales de Bush a este, en la creencia de que si McCain conseguía este estado, donde partía como favorito, tendría asegurada la nominación republicana. Finalmente fue Bush quien consiguió la nominación del Partido Republicano.

#### Elecciones

Resultados de las elecciones de 2000 con el reparto de estados entre Bush y Gore. Los números corresponden a los votos electorales por estado.

El 25 de julio de 2000, Bush sorprendió a los analistas al proponer a Dick Cheney, antiguo jefe de gabinete de la Casa Blanca, miembro de la Cámara de Representantes y secretario de defensa durante el gobierno de Bush padre, para ser su compañero de fórmula. Poco después, Bush y Cheney fueron nominados oficialmente como candidatos por el partido en la Convención Nacional Republicana de 2000. Bush continuó haciendo campaña por todo el país, publicitando sus logros y popularidad como gobernador de Texas. Bush criticó a su oponente demócrata, el entonces vicepresidente de Bill Clinton, Al Gore, sus políticas sobre el control de armas e impuestos.
Los resultados de la cita electoral del 7 de noviembre de 2000 dieron a Bush como ganador en 30 estados, mientras que Gore ganó en los 20 estados restantes y en Washington D. C.  Debido a unos apretados resultados, Florida fue el estado clave que aseguraría la presidencia a quien ganara allí. Su hermano, Jeb Bush, era por entonces gobernador de Florida. Las cadenas de televisión, con excepción de Fox News, dieron por adelantado la victoria en el estado a Gore la noche de las elecciones, pero el conteo inicial dio la victoria a George Bush; sin embargo, la escasa diferencia obligó por ley a recontar cada voto de Florida. Hubo que esperar un mes para conocer los resultados finales tras la intervención de la Corte Suprema de Estados Unidos —cuyos jueces eran en su mayoría republicanos—, que el 9 de diciembre, en la controvertida sentencia del caso Bush contra Gore revocó una decisión de la Corte Suprema de Florida que ordenaba realizar un tercer recuento y paralizó el recuento manual en todo el estado argumentando que los diferentes estándares de los distintos condados de Florida violaban la Decimocuarta Enmienda. El recuento a máquina dio la victoria a Bush con un 48,847 % de los votos frente a un 48,838 % obtenido por Al Gore, lo que suponía una diferencia de 537 votos (0,009 %) sobre un total de cerca de seis millones de votos.
Hubo acusaciones de fraude debido a que, supuestamente, el estado de Florida borró de las listas de electores a miles de votantes pertenecientes a minorías étnicas tradicionalmente demócratas, sobre todo afroamericanos. Las restrictivas leyes de Florida privaron del derecho a voto a 600 000 personas por sus antecedentes penales. El periodista Greg Palast, en su libro The Best Democracy Money Can Buy defendió que a 57 000 votantes, en su mayoría afroamericanos y demócratas, se les privó del derecho a voto por tener nombres o fechas de nacimiento similares a criminales que habían perdido este derecho. Añadía que la oficina del gobernador de Florida, Jeb Bush, borró de forma ilegal los nombres de 40 000 exconvictos que habían recuperado su derecho al voto tras cumplir sus penas y obtener indultos. Según el propio Palast, el estado de Texas, gobernado por George Bush, suministró a Florida los nombres de 8000 supuestos delincuentes procesados por delitos menores.  La empresa concesionaria encargada de purgar las listas electorales, DBT, una filial de ChoicePoint of Atlanta, declaró en un informe de agosto de 2002, que solo 3000 de los 94 000 nombres que había eliminado cumplían los nueve criterios que los expertos habían señalado para evitar errores en la identificación de los ciudadanos. Los críticos también señalaron las deficiencias en el recuento a máquina o la confusión por las «papeletas mariposa» del condado de Palm Beach. Gore y los demócratas denunciaron «serias irregularidades», mientras que los republicanos instaron a aceptar el resultado y a «no construir una crisis sobre una falsa polémica», como declaró Karl Rove, jefe de campaña de Bush.
Varios congresistas de la Cámara de Representantes trataron de impugnar las elecciones, pero no lo consiguieron al no contar con el respaldo de ningún senador.
Bush ganó las elecciones a nivel nacional, al obtener 271 votos electorales frente a los 266 obtenidos por Al Gore; sin embargo, Gore consiguió 543 895 votos más que Bush.

### Campaña para su reelección de 2004

Resultados electorales del año 2004 entre Bush y Kerry.

En 2004, Bush encontró un amplio apoyo dentro de su partido y no tuvo que enfrentarse a desafíos importantes. Nombró a Ken Mehlman como su jefe de campaña, mientras que la estrategia política fue una vez más diseñada por Karl Rove. Las promesas de Bush giraron en torno a su compromiso de proseguir con las campañas en Irak y Afganistán, apoyar la Ley Patriota de Estados Unidos, una renovación de las enmiendas constitucionales con las que había prohibido el aborto y el matrimonio homosexual, la reforma de la seguridad social, que contemplaba una privatización parcial, y su oposición a los controles de emisiones de carbono obligatorios. Bush también llamó a crear un programa de trabajo temporal para inmigrantes, pero fue criticado en sus propias filas.
Durante la campaña, Bush atacó a los potenciales candidatos demócratas, incluyendo a su principal rival emergente, el senador por Massachusetts John Kerry. Kerry y los demócratas atacaron a Bush y criticaron su actuación en la guerra de Irak y la falta de estímulos a la economía y al empleo. La campaña de Bush criticó continuamente las declaraciones aparentemente contradictorias de Kerry sobre la guerra de Irak y argumentó que carecía de la firmeza y la visión necesarias para obtener éxitos en la «guerra contra el terror».
En las elecciones, Bush ganó en 31 de los 50 estados, consiguiendo un total de 286 votos electorales. Al contrario que en las anteriores elecciones, esta vez ganó por un margen mayor y obtuvo mayoría absoluta de votos con un 50,7 % frente al 48,3 % obtenido por Kerry. De nuevo un estado fue decisivo para el desenlace, en esta ocasión Ohio, donde Bush ganó con una diferencia de 2,1 puntos porcentuales. Fue la primera vez desde 1988 en que un presidente ganaba con mayoría absoluta, el último había sido su propio padre, y la primera vez desde 1928 en que un presidente republicano había conseguido ser reelegido con ambas cámaras del poder legislativo en manos republicanas.

## Presidencia (2001-2009)

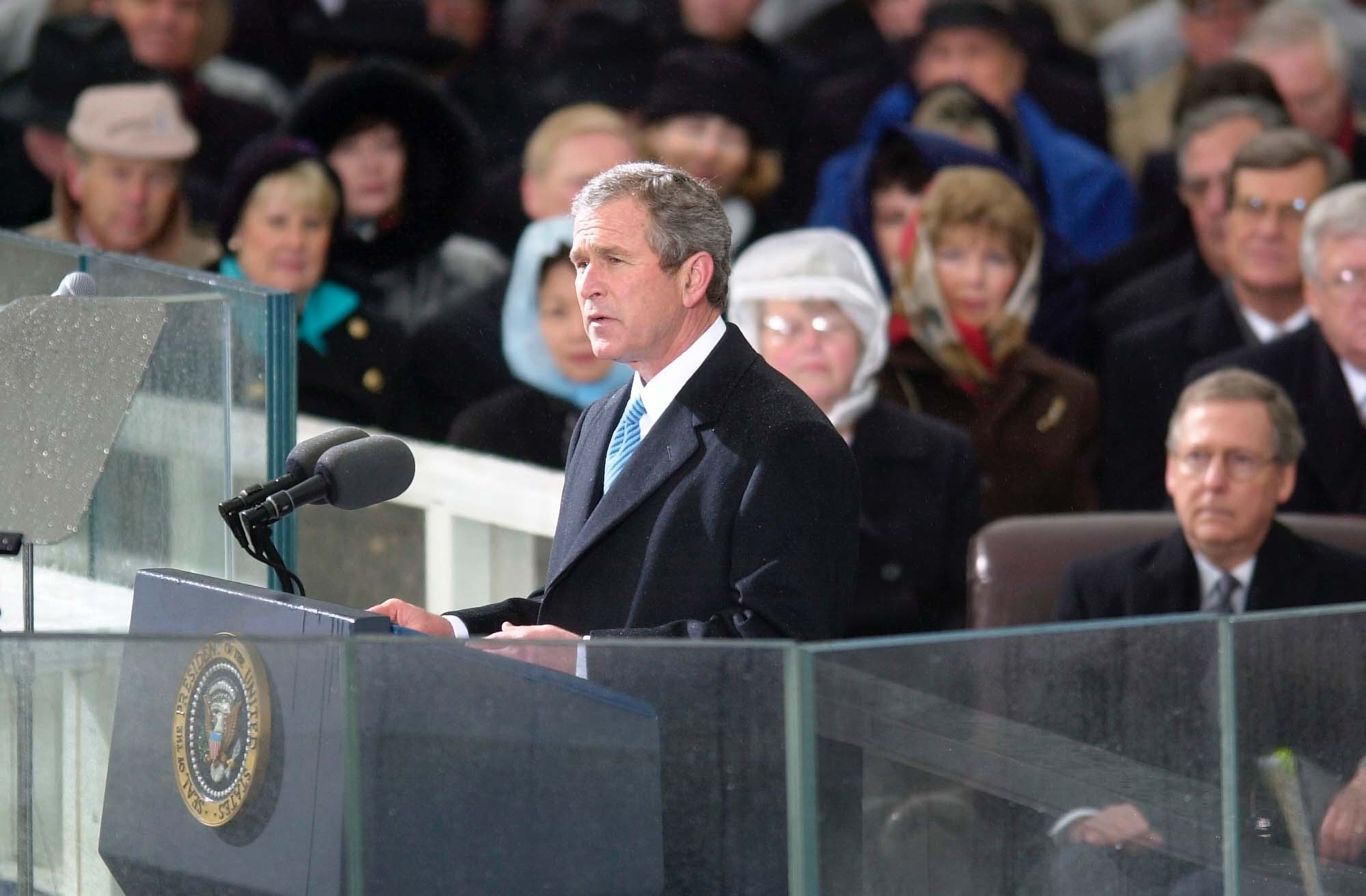
Bush el 20 de enero de 2001 en Washington D. C., día de su primera investidura como presidente de Estados Unidos.

Aunque la agenda política nacional esbozada originalmente por Bush era ambiciosa, sus prioridades se alteraron significativamente a raíz de los atentados del 11 de septiembre de 2001. Las guerras libradas en Afganistán e Irak, los debates nacionales en torno a la inmigración, la sanidad, la seguridad social, su política económica y el trato dado a los detenidos por terrorismo orientaron su actuación. Durante sus ocho años de presidente, los en principio altos grados de aprobación de Bush se fueron reduciendo de manera constante, al tiempo que aumentaban significativamente los índice de rechazo a su gestión. En 2007, Estados Unidos entró en su más larga recesión desde los años posteriores a la Segunda Guerra Mundial.

### Política interior

#### Políticas económicas

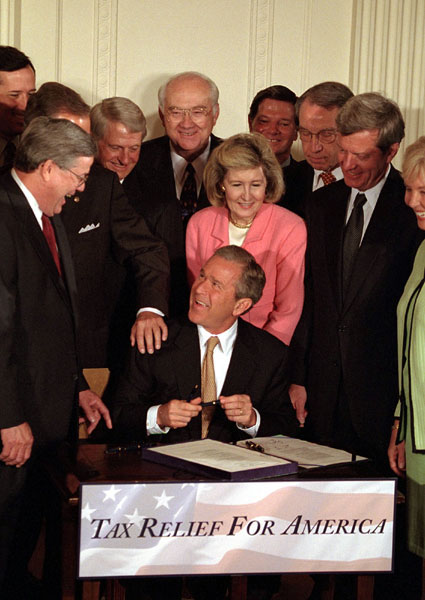
Bush firmó una ley en 2001 para una histórica rebaja de impuestos.

Dos meses después de que Bush asumiera el cargo, el país cayó en una recesión económica, consecuencia de la explosión de la burbuja de las punto com, sin embargo, el periodo precedente, entre marzo de 1991 y marzo de 2001, había sido el periodo de mayor expansión económica en la historia de Estados Unidos. De igual forma el gobierno federal había gozado de un superávit presupuestario en aumento entre 1998 y 2000, con 69 200 millones de dólares, 122 700 millones y 230 000 millones respectivamente. Los ataques terroristas del 11 de septiembre contribuyeron a un cierto deterioro económico. Durante sus dos legislaturas, Bush aumentó el gasto público del gobierno federal de 1,789 billones de dólares a 2,983 billones, mientras que los ingresos aumentaron entre 2000 y 2008 de 2,025 a 2,524 billones. Los ingresos procedentes de impuestos individuales aumentaron un 14 %, los ingresos por el impuesto de sociedades crecieron un 50 %, mientras que los ingresos por impuestos arancelarios y otras obligaciones subieron un 40 %. Los gastos militares crecieron un 107 %, el gasto interno discrecional un 62 %, el gasto en Medicare un 131 %, mientras que el gasto en seguridad social creció un 51 % y los gastos en seguridad un 130 %. Ajustados a la inflación, los ingresos aumentaron un 35 % y el gasto un 65 % durante la era Bush. El aumento en el gasto fue el mayor realizado por un presidente desde el gobierno de Lyndon B. Johnson. El número de trabajadores gubernamentales dedicados a la regulación de la economía aumentó en 91 196.
El superávit del año fiscal del 2000 fue el tercer superávit consecutivo y el mayor jamás alcanzado. En 2001, los primeros presupuestos de Bush preveían que se produciría un excedente de 5,6 billones de dólares en los próximos diez años. Frente a la oposición del Congreso, Bush se reunió a nivel local con ayuntamientos y otras organizaciones para aumentar el apoyo público a su iniciativa de recortar 1,35 billones en impuestos para los próximos diez años, una de las mayores reducciones de impuestos en la historia de Estados Unidos. Bush argumentó que los fondos del gobierno no utilizados debían ser devueltos a los contribuyentes, pues decía que «el superávit no es dinero del gobierno. El superávit es el dinero del pueblo». Mientras que Alan Greenspan, presidente de la Reserva Federal, advirtió de una posible recesión, Bush declaró que la reducción estimularía la economía y crearía puestos de trabajo. El secretario del tesoro, Paul O'Neill, se opuso a algunos recortes de impuestos sobre la base de que estos harían incurrir al Estado en déficit presupuestarios y socavarían la Seguridad Social. O'Neill desmintió posteriormente las afirmaciones del libro Decision Points, donde Bush escribió que O'Neill nunca se mostró abiertamente en desacuerdo acerca de sus recortes de impuestos. Para el año 2003 la economía empezó a mostrar signos de mejora, sin embargo, el crecimiento del número de empleos se mantuvo estancado. Un nuevo programa de reducción de impuestos se aprobó ese año. Entre 2001 y 2008, el PIB creció a un promedio anual del 2,125 %, menor que en los ciclos económicos precedentes. Bush accedió a la presidencia con el índice bursátil de referencia, el Dow Jones Industrial Average, en 10 587 puntos, y en octubre de 2007 alcanzó un máximo de más de 14 000 puntos. Cuando Bush dejó el cargo, se encontraba en 7949, uno de los niveles más bajos de su presidencia.

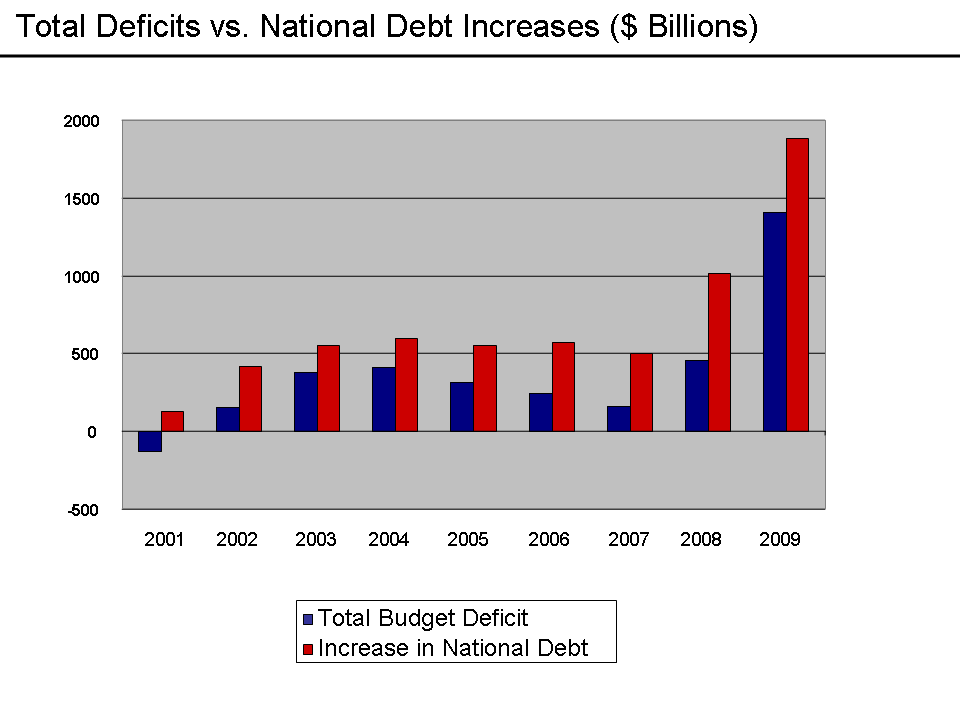
Déficit anual en miles de millones de dólares
Aumento anual de la deuda pública (en miles de millones de dólares)

En sus primeros años el desempleo se elevó de un 4,2 % en enero de 2001 a un 6,3 % en junio de 2003, aunque se fue reduciendo hasta alcanzar un 4,5 % en julio de 2007. Ajustado a la inflación, los ingresos medios de los hogares se redujeron en 1175 dólares anuales entre 2000 y 2007, mientras que el profesor Ken Homa de la Universidad de Georgetown señaló que «el ingreso real medio de los hogares después de impuestos aumentó un 2 %». La tasa de pobreza aumentó de un 11,3 % en 2000 a un 12,3 % en 2006 tras marcar máximos en 2004 con un 12,7 %. En octubre de 2008, la disparidad entre el crecimiento del gasto y los ingresos aumentaron la deuda pública hasta los 11,3 billones de dólares, más del doble de los 5,6 billones del año 2000. La mayor parte de la deuda se debió a la reducción de impuestos de Bush y a los gastos en seguridad nacional. En marzo de 2006, su futuro sucesor y por entonces senador, Barack Obama, votó en contra de elevar el techo de deuda y dijo: «el hecho de que estemos hoy aquí para debatir elevar el techo de deuda de Estados Unidos es una señal de fracaso de liderazgo». Para el final de la presidencia Bush, el desempleo escaló hasta el 7,2 %.
En diciembre de 2007, Estados Unidos entró en su más larga recesión desde el fin de la Segunda Guerra Mundial, que incluyó la corrección del mercado inmobiliario, la crisis de las hipotecas subprime, los altos precios del petróleo y la devaluación del dólar. En febrero se perdieron 63 000 empleos, el peor récord de los últimos cinco años. Para paliar la situación, Bush firmó un paquete de estímulos económicos por valor de 170 000 millones de dólares, que consistía en la devolución de impuestos mediante el envío de cheques a particulares y exenciones fiscales para empresas con dificultades. La administración Bush presionó para incrementar significativamente el control sobre las empresas hipotecarias patrocinadas por el Gobierno, Fannie Mae y Freddie Mac, en 2003, pero aunque el proyecto de ley fue dos años después aprobado por la Cámara de Representantes, murió en el Senado. Muchos senadores republicanos, así como influyentes miembros del gobierno de Bush temían que el organismo que se hubiera creado producto de las nuevas regulaciones solo imitaría las prácticas de riesgo propias del sector privado. Sin embargo, en septiembre de 2008, la crisis se agravó y el gobierno tomó el control de Fannie Mae y Freddie Mac a través de la FHFA. A continuación, llegó el colapso de Lehman Brothers (el cuarto banco de inversión del país) y los rescates multimillonarios de grandes bancos y empresas.

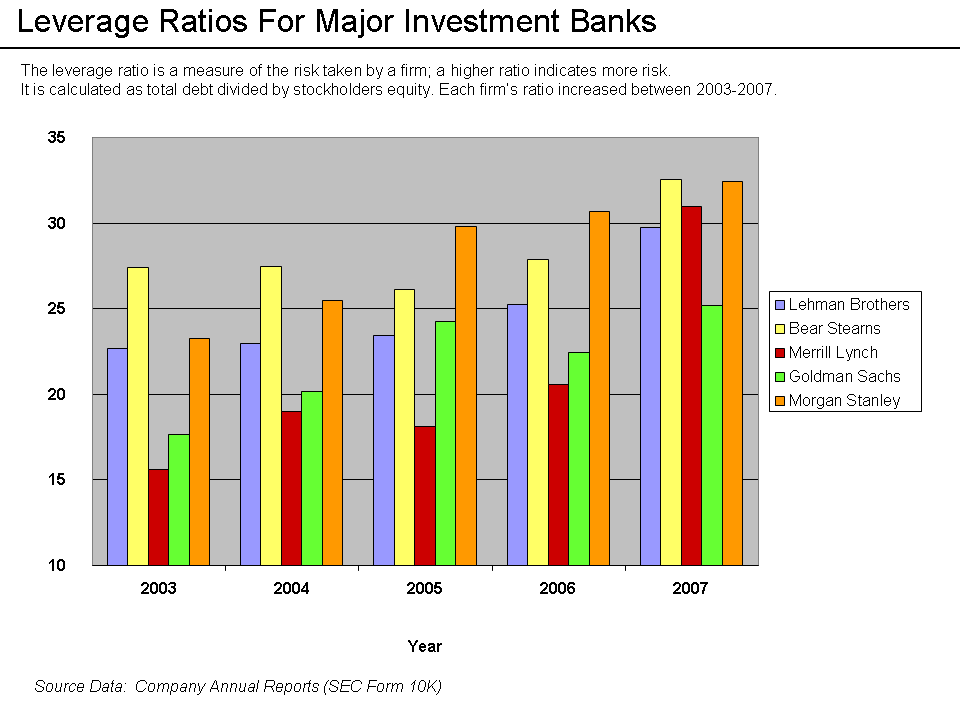
Ratios de apalancamiento de los cinco mayores bancos de inversión de Estados Unidos en los años previos a la crisis financiera. Se observa como en 2007 ninguna entidad bajaba de un 25 %, cuando un banco con una estrategia conservadora suele tener un apalancamiento de entre el 10 y el 15 %. Dado que un mayor apalancamiento es sinónimo de mayor crédito y menos operaciones con capital propio, cuanto mayores sean los índices, mayor será el riesgo de insolvencia

Economistas y gobiernos de todo el mundo concluyeron que la crisis financiera se había convertido en la peor desde la Gran Depresión. Según el expresidente de la Reserva Federal, Alan Greenspan, las regulaciones adicionales propuestas para el mercado inmobiliario habrían sido beneficiosas. Bush por su parte, propuso un plan de rescate financiero para comprar gran parte de los «activos tóxicos» del mercado hipotecario de Estados Unidos. En medio de la crisis de liquidez de septiembre de 2008 y a pesar de que el borrador inicial fue rechazado por la Cámara de Representantes, el Senado primero y posteriormente la Cámara, aprobaron un proyecto de ley propuesto por Bush llamado Ley de Estabilización Económica de Urgencia de 2008, que puso a disposición del Tesoro 700 000 millones de dólares para la compra de activos basura a los bancos para salvarlos de la quiebra y la inyección directa de fondos. Tras su aprobación se puso en marcha el Troubled Asset Relief Program y con el dinero disponible se rescataron, mediante garantías, compra de acciones y acciones preferentes y préstamos, a grandes bancos como Citigroup, Bank of America o Goldman Sachs y a aseguradoras como American International Group (AIG), que recibió la mayor inyección de fondos (85 000 millones de dólares) y que había incurrido en enormes pérdidas, al igual que los bancos, por el uso de derivados y otros instrumentos financieros, como permutas de incumplimiento crediticio, sin prácticamente ningún tipo de regulación. Otros sectores, como la industria del automóvil, se vieron también afectados, como General Motors (donde el gobierno se hizo con el 60 % de las acciones tras inyectar 50 000 millones) o Chrysler, que se declararon en quiebra, y otras como Ford, bordearon la bancarrota. Durante todo este proceso, al frente del Departamento del Tesoro como secretario del tesoro se encontraba Henry Merritt Paulson, antiguo presidente ejecutivo de Goldman Sachs.
En noviembre de 2008 se perdieron 533 000 empleos, el inicio de la mayor pérdida de empleos en el país en 34 años. La Oficina de estadísticas laborales del Departamento de Trabajo informó que en el último cuatrimestre de 2008, se perdieron 1,9 millones de empleos. A finales de 2008, Estados Unidos había perdido 2,6 millones de puestos de trabajo.

#### Sanidad y educación

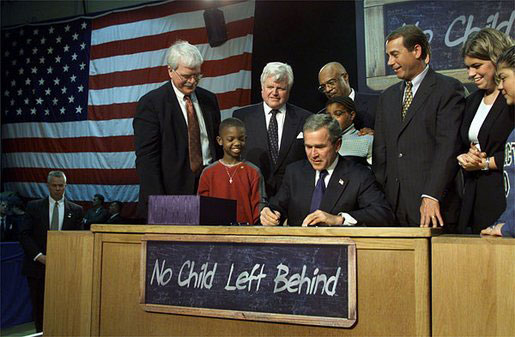
Bush firmando la Ley que ningún niño se quede atrás el 8 de enero de 2002.

Bush emprendió una serie de programas educativos en sus primeros años de mandato, como el aumento de la financiación a la Fundación Nacional para la Ciencia (NSF) y a los Institutos Nacionales de la Salud (NIH). Sin embargo, la financiación a los NIH se cortó en 2006, la primera restricción a este grupo de instituciones federales en 36 años, debido al aumento de la inflación.
Una de las iniciativas más importantes de los primeros años de mandato de Bush fue la Ley que ningún niño se quede atrás (NCLBA), cuyo objetivo era cerrar la brecha entre el rendimiento de estudiantes ricos y pobres, dando más opciones a los padres con hijos de bajo rendimiento y otorgando más fondos federales a las escuelas con alumnos de pocos ingresos. Esta iniciativa educativa fue un hito, dado que contó con el apoyo de ambos partidos, incluido el del senador demócrata por Massachusetts Ted Kennedy. Fue promulgada por Bush a principios de 2002. En cuanto a sus resultados, existen discrepancias: mientras que unos sostienen que la iniciativa fue un éxito debido a las mejoras de calificación en las pruebas nacionales de lectura y matemáticas desde la aprobación de la ley, sus críticos argumentan que carece de suficientes fondos y que el enfoque de la ley sobre sus «exámenes de alto riesgo» y los resultados cuantitativos son contraproducentes.
Tras ser reelegido, Bush firmó un programa de subvención de medicamentos de Medicare, que, según Jan Crawford Greenburg, «supuso la mayor expansión del estado de bienestar en Estados Unidos de los últimos cuarenta años». Los costos del proyecto se estimaron en cerca de siete billones de dólares. En 2007, Bush se opuso y después vetó una ampliación del State Children's Health Insurance Program (SCHIP), aprobada por el Congreso a petición de los demócratas tras incluirse dentro de un proyecto de ley de financiación de la guerra. La nueva legislación habría ampliado considerablemente la cobertura médica a entre seis y diez millones de niños de familias con pocos recursos y se habría financiado con fondos federales procedentes de un aumento en el impuesto al tabaco. Bush la vetó y argumentó que la nueva legislación habría avanzado hacia la «atención médica socializada» y afirmó que el programa habría beneficiado a familias con ingresos de hasta 83 000 dólares anuales, quienes no necesitaban tales ayudas.

#### Servicios sociales y Seguridad Social
A raíz de los esfuerzos republicanos para lograr la aprobación de la Ley Medicare de 2003, Bush firmó el proyecto de ley, que incluía importantes cambios en Medicare y proporcionaba ayudas para el pago de medicamentos con receta, mientras que confiaba en los seguros privados para la administración de las prestaciones. El grupo de presión AARP trabajó junto a la Administración Bush en la redacción del programa y le dio su respaldo. Bush dijo que la nueva ley, cuyo coste se estimaba en 400 000 millones de dólares para los próximos diez años, daría a los ancianos «mejores opciones y más control sobre su atención médica».
Bush inició su segundo mandato con una importante iniciativa para reformar la Seguridad Social, que se enfrentaba a unas previsiones de déficit récord a partir de 2005. Bush la convirtió en su prioridad en política interior, a pesar de la oposición de algunos sectores del Congreso. En su discurso del estado de la Unión de 2005, Bush alertó sobre el riesgo de quiebra inminente del sistema y describió su nuevo programa, que incluía una privatización parcial del sistema, cuentas personales en la Seguridad Social y opciones que permitirían a los estadounidenses desviar parte de su impuesto FICA a inversiones garantizadas. Los demócratas se opusieron a la propuesta de privatización parcial de la Seguridad Social.
Bush se embarcó en una gira de dos meses por todo el país para hacer campaña a favor de su iniciativa, en una serie de eventos mediáticos conocidos como «conversaciones sobre la Seguridad Social», en un intentó por ganarse el apoyo de la opinión pública. Sin embargo, el apoyo público disminuyó y el liderazgo republicano de la Cámara decidió no poner esta reforma en su lista de prioridades de su agenda legislativa de 2005. Tras el desastre del huracán Katrina en otoño de 2005 y sus consecuencias políticas, las perspectivas disminuyeron aún más. Después de que los demócratas consiguieran el control de ambas cámaras tras las elecciones legislativas de 2006, Bush vio agotadas sus esperanzas de que el Congreso sacara adelante sus propuestas hasta el final de su mandato.

#### Políticas medioambientales

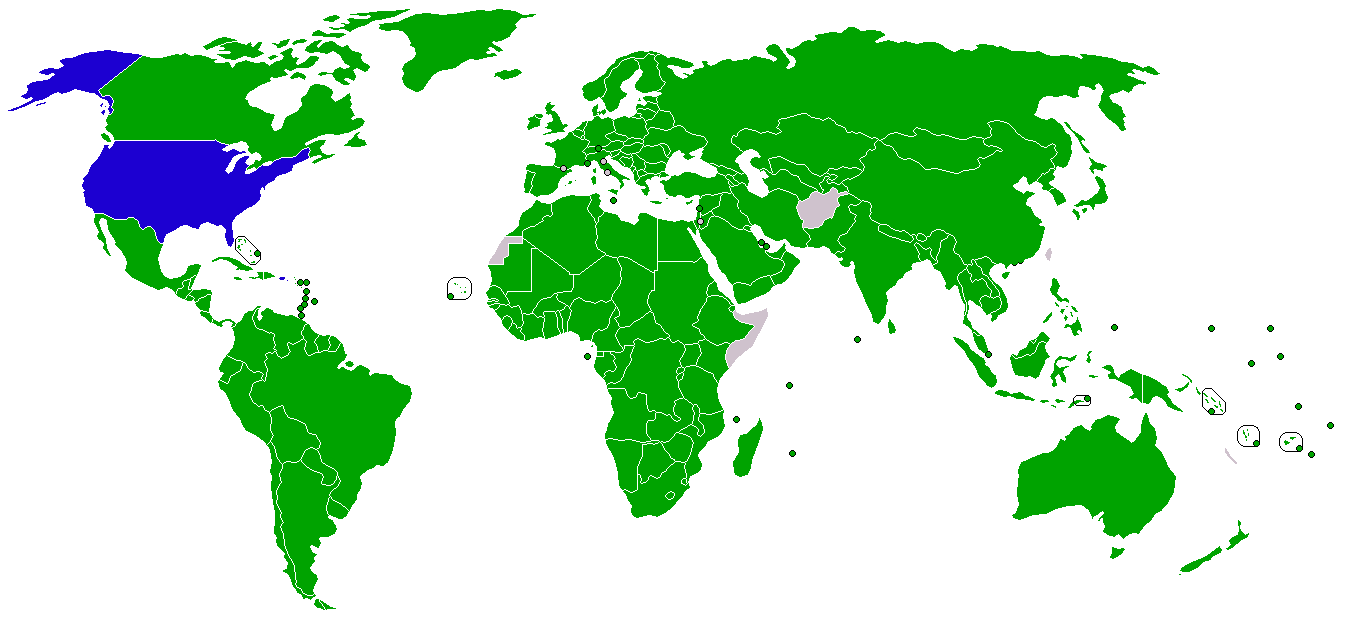
Participación en el Protocolo de Kioto en 2009. Estados Unidos fue el único país del mundo que firmó pero se negó a ratificar el protocolo.

Nada más tomar posesión del cargo en 2001, Bush se declaró contrario al Protocolo de Kioto, una enmienda a la Convención Marco de las Naciones Unidas sobre el Cambio Climático, que pretendía imponer objetivos de obligado cumplimento para la reducción de emisiones de gases de efecto invernadero. Bush argumentó que el tratado dejaba exenta al 80 % de la población mundial y costaría decenas de miles de millones de dólares anuales. También mencionó una votación de 1997 en el Senado, donde por 95 votos a favor y ninguno en contra (sobre un total de 100) se había aprobado una resolución que rechazaba el protocolo.
En mayo de 2001, Bush firmó una orden ejecutiva para crear un grupo de trabajo interinstitucional para agilizar los proyectos energéticos, y más tarde firmó otras dos órdenes para tratar cuestiones medioambientales. En 2002, Bush firmó la Clear Skies Act de 2003, que modificó la Clean Air Act, para reducir la contaminación del aire a través del comercio de derechos de emisión. Muchos expertos opinaron que esta nueva legislación debilitaba la original, al permitir mayores tasas de emisiones contaminantes que su predecesora. La iniciativa fue llevada al Congreso, pero no salió de su respectivo comité.
Bush ha declarado que cree que el calentamiento global es real y que se trata de un problema serio, pero afirma que «existe debate sobre si el hombre o la naturaleza son los causantes». La postura de su administración sobre el cambio climático fue motivo de controversia en las comunidades científica y ambiental. Los críticos alegaron que la administración desinformó a la opinión pública y no hizo lo suficiente para reducir las emisiones de carbono e impedir el avance del calentamiento global.

#### Política energética

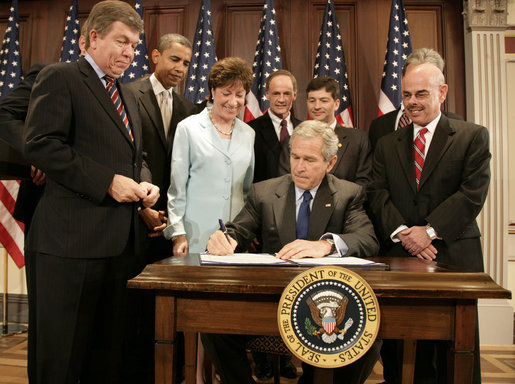
Bush firma la Federal Funding Accountability and Transparency Act de 2006 en septiembre de ese mismo año.

En su discurso del estado de la Unión de 2006, Bush declaró: «Estados Unidos es adicto al petróleo», y anunció su Iniciativa de Energía Avanzada (Advanced Energy Initiative) para aumentar los esfuerzos en la investigación para el desarrollo de nuevas formas de energía.
Ese mismo año, Bush declaró las islas de Sotavento de Hawái monumento nacional y creó la reserva marina más grande hasta entonces. El Monumento Nacional marino de Papahānaumokuākea tiene una extensión de 340 000 km² (84 millones de acres) y es hogar de 7000 especies de peces, aves y otros animales marinos, muchos de los cuales son endémicos de aquellas islas. La medida fue aplaudida por los conservacionistas «por su visión y liderazgo en la protección de esta increíble zona».
En su discurso del estado de la Unión de 2007, Bush renovó su compromiso de trabajar por la reducción en la dependencia de petróleo extranjero y en la disminución del consumo de combustibles fósiles en favor del aumento en la producción de combustibles alternativos. En 2008, en medio de los altos precios de la gasolina, Bush levantó la prohibición de perforar mar adentro. Sin embargo, esta medida fue en gran parte solo simbólica, ya que aún existía una ley federal que prohibía este tipo de actividades. Ante esto, Bush dijo: «esto significa que lo único que se interpone entre el pueblo estadounidense y esas vastas reservas de petróleo es el hacer del Congreso de Estados Unidos». Bush había dicho en junio de 2008 que «a largo plazo, la solución es reducir la demanda de petróleo con la promoción de tecnologías de energía alternativa. Mi administración ha trabajado con el Congreso para invertir en tecnologías para ahorrar gas natural con baterías avanzadas y pilas de hidrógeno (...) A corto plazo, la economía estadounidense seguirá dependiendo en gran medida del petróleo. Y eso significa que tenemos que aumentar la oferta, sobre todo aquí en casa. Así que mi administración ha pedido en reiteradas ocasiones al Congreso expandir la producción nacional de petróleo».
En su discurso del estado de la Unión de 2008, Bush se comprometió a que Estados Unidos aportara 2000 millones de dólares en los próximos tres años a un nuevo fondo internacional para la promoción de tecnologías de energía limpia y combatir el cambio climático, y dijo: «junto a las contribuciones de otros países, este fondo aumentará y acelerará el despliegue de todas las formas de tecnología más limpias y eficientes en países en desarrollo como India y China, y ayudará a hacer más atractivos financieramente estos proyectos de energía limpia para la inversión de capital del sector privado». También anunció planes para reafirmar el compromiso de Estados Unidos para trabajar, a través de la ONU, con las principales economías para completar un acuerdo internacional y ralentizar, detener y, finalmente, revertir el crecimiento de gases de efecto invernadero; declaró: «este acuerdo será efectivo solo si incluye compromisos por parte de todas las principales economías y si este viaje no es gratis para ninguna».

#### Investigación con células madre
El uso de fondos federales para las investigaciones médicas que llevaban a la creación o destrucción de embriones humanos a través del Departamento de Salud y Servicios Sociales de los Estados Unidos y de los Institutos Nacionales de la Salud se había prohibido en 1995 con la enmienda Dickey-Wicker aprobada por el Congreso y firmada por el presidente Bill Clinton. Bush dijo apoyar la investigación con células madre adultas y apoyó la legislación federal que financiaba estas investigaciones. Sin embargo, Bush no apoyó la investigación con células madre embrionarias. El 9 de agosto de 2001, Bush firmó una orden ejecutiva que levantaba la prohibición de financiar con fondos federales 71 líneas de investigación existentes, pero la capacidad de estas líneas para proporcionar un medio de pruebas adecuado fue puesta en duda. Los ensayos solo se podían hacer en 12 líneas originales, y todas las líneas de investigación aprobadas cultivaban en contacto con células de ratón, lo que creaba problemas de seguridad que complicaban el desarrollo y aprobación de tratamientos. El 19 de julio de 2006, Bush utilizó su poder de veto por primera vez en toda su presidencia para evitar la entrada en vigor de la Stem Cell Research Enhancement Act. El proyecto de ley habría derogado la enmienda Dickey-Wicker y permitido el uso de fondos federales para investigaciones con células madre que destruían los embriones.

#### Genética no discriminatoria
El 21 de mayo de 2008, el presidente George W. Bush firmó la Ley de no discriminación por información genética (GINA). La nueva ley concedió a los estadounidenses protección contra el uso de su información genética por los seguros de salud y empleadores. Prohíbe a los grupos de planes de salud y aseguradoras denegar la cobertura individual basándose únicamente en la predisposición genética a desarrollar una enfermedad en el futuro. El proyecto fue debatido durante 13 años antes de convertirse en ley. Fue diseñada para proteger a los ciudadanos al tiempo que se intentaba no obstaculizar la investigación genética.

#### Inmigración

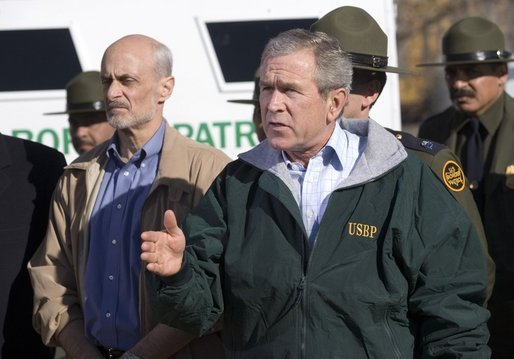
Bush junto al secretario de seguridad nacional, Michael Chertoff, en El Paso, Texas, en noviembre de 2005.

Casi ocho millones de inmigrantes llegaron a Estados Unidos entre 2000 y 2005, más que en cualquier otro periodo quinquenal en la historia de la nación. De ellos, casi la mitad entraron de forma ilegal. En 2006, Bush pidió al Congreso permitir que más de doce millones de inmigrantes en situación irregular trabajaran en Estados Unidos con la creación de un «programa de trabajadores temporales». Bush también instó al Congreso a proporcionar fondos adicionales para reforzar la seguridad en las fronteras con el despliegue de 6000 efectivos de la Guardia Nacional a lo largo de la frontera entre México y Estados Unidos, la frontera con mayor paso de cruces legales e ilegales. 

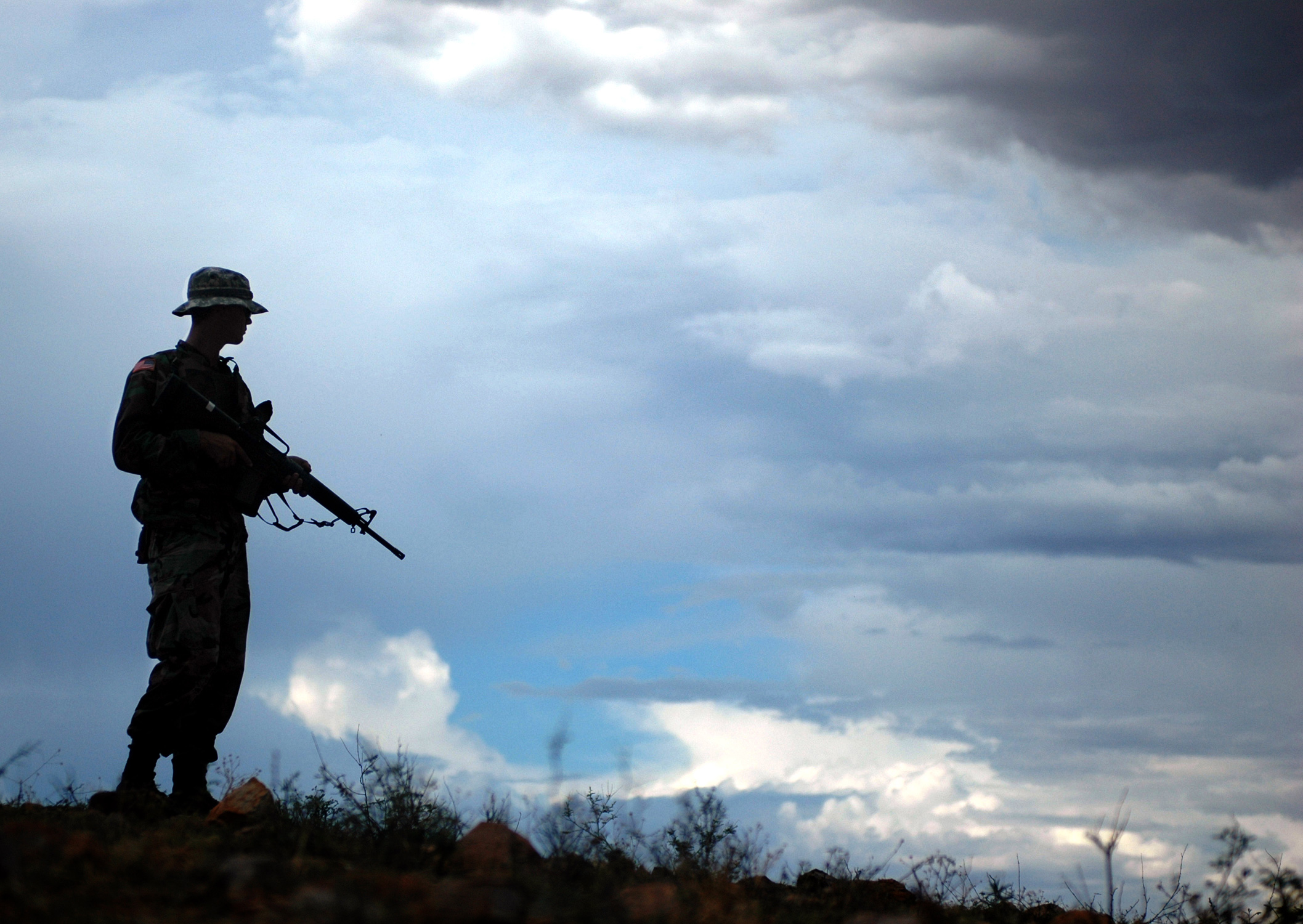
Un soldado de la Guardia Nacional vigila la frontera con México en julio de 2006. Esta frontera fue durante el mandato de Bush uno de los principales puntos de paso de inmigrantes.

 Entre mayo y junio de 2007, Bush apoyó con firmeza la Ley de reforma integral de la inmigración (Comprehensive Immigration Reform Act of 2007), redactada por un grupo de senadores tanto demócratas como republicanos y con la participación activa de la administración. El proyecto de ley preveía la creación de un programa de legalización para los inmigrantes como eventual camino para obtener la ciudadanía. Contemplaba el establecimiento de programas de trabajo temporal, nuevas medidas en las fronteras, una reforma del proceso de solicitud de la tarjeta de residencia permanente de los Estados Unidos, conocida popularmente como Green Card, la introducción de un «sistema de méritos» basado en puntos para la obtención de Green Cards, evitar las «migraciones en cadena» y una Diversity Immigrant Visa para la obtención de Green Cards. Bush argumentó que la falta de legalidad negaba las protecciones que las leyes de Estados Unidos dan a millones de personas en riesgo de pobreza y explotación y que penalizan a los empleadores por el uso de mano de obra inmigrante. Bush sostuvo que el proyecto de ley no equivalía a una amnistía.
Al acalorado debate a nivel nacional siguió una importante división dentro del Partido Republicano, pues la mayoría de conservadores se opusieron al proyecto de Bush por sus disposiciones a la legalización y la amnistía. El proyecto de ley fue finalmente derrotado en el Senado, cuando el 28 de junio de 2007, 53 senadores votaron en contra y 46 votaron a favor. Bush expresó su decepción tras la derrota de una de sus principales iniciativas nacionales, pero reaccionó y propuso una batería de medidas de control migratorio que no requerían cambios en las leyes.
El 19 de septiembre de 2010, el antiguo primer ministro de Israel, Ehud Olmert, declaró que Bush ofreció dar la ciudadanía estadounidense a 100 000 refugiados palestinos a cambio de un acuerdo permanente entre Israel y la Autoridad Nacional Palestina.

#### Huracán Katrina

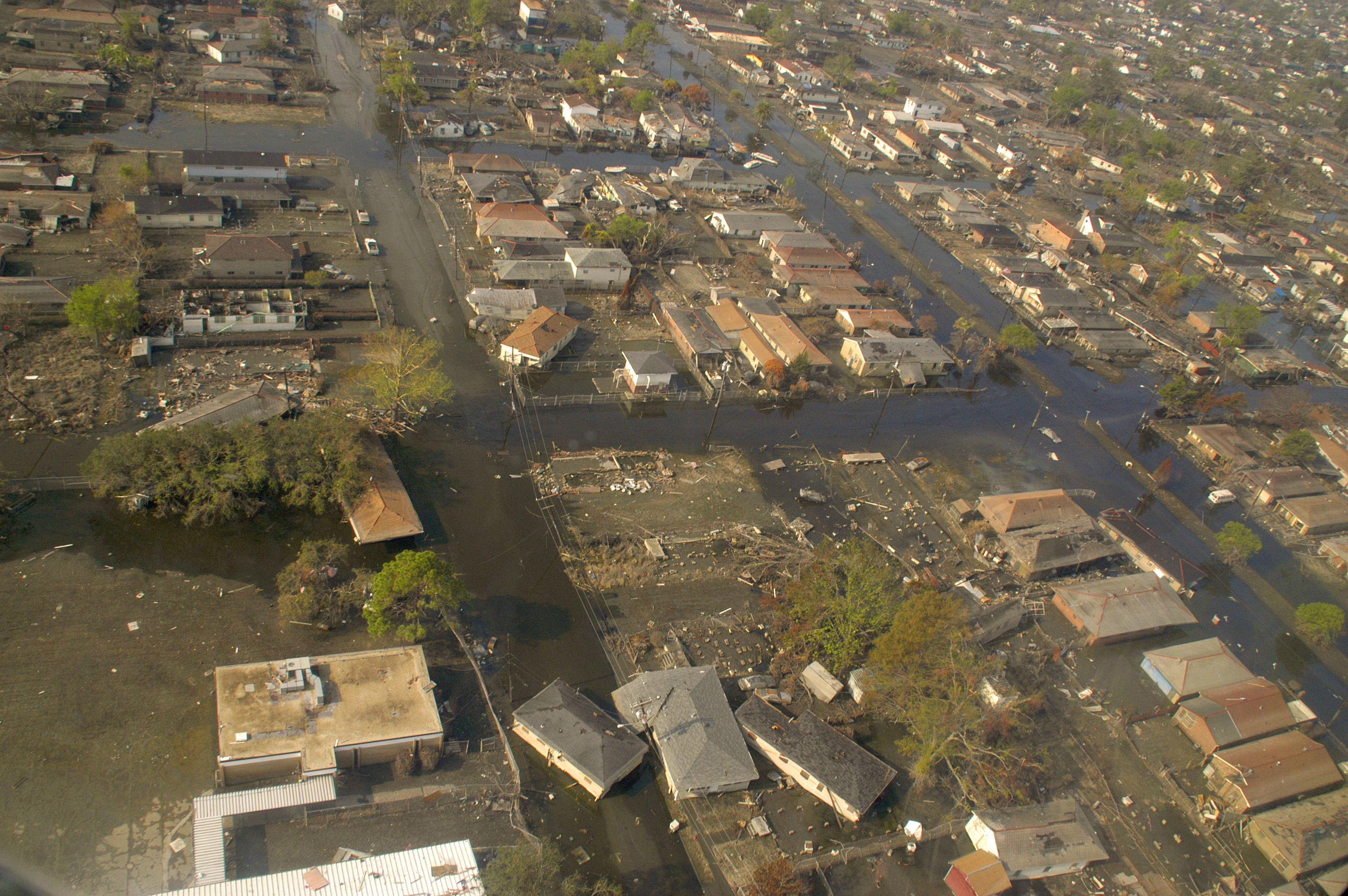
Imagen de la FEMA de Nueva Orleans inundada y parcialmente destruida en septiembre de 2005, tras el paso del huracán.

El huracán Katrina, uno de los desastres naturales más devastadores de la historia de los Estados Unidos, azotó el territorio estadounidense al inicio del segundo mandato de Bush. Katrina se formó a finales de agosto, durante la temporada de huracanes en el Atlántico de 2005, y devastó una gran parte de las costas del centro y norte del Golfo de México, sobre todo Nueva Orleans.
Bush declaró el estado de emergencia en Luisiana el 27 de agosto y en Misisipi y Alabama al día siguiente. Se autorizó al Departamento de Seguridad Nacional (DHS) y a la Agencia Federal para el Manejo de Emergencias (FEMA), adscrita al DHS, gestionar el desastre, pero el anuncio no logró que estas organizaciones pasaran a la acción. El ojo del huracán tocó tierra el 29 de agosto y Nueva Orleans comenzó a inundarse debido a la rotura de los diques de contención; ese mismo día, Bush dijo que se había producido «un gran desastre en Luisiana» y que autorizaba oficialmente a la FEMA a emplear los fondos federales necesarios para ayudar en las labores de recuperación y reconstrucción.

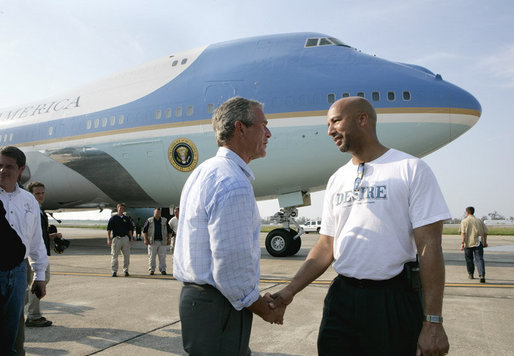
Bush saludando al alcalde de Nueva Orleans, Ray Nagin, días después de la catástrofe.

El 30 de agosto, el secretario del DHS, Michael Chertoff, declaró que se trataba de un «incidente de importancia nacional», lo que derivó en el uso por primera vez del recién creado National Response Plan (NRP). Tres días más tarde, el 2 de septiembre, tropas de la Guardia Nacional entraron por primera vez en Nueva Orleans tras la catástrofe. Ese mismo día, Bush recorrió parte de los estados de Luisiana, Misisipi y Alabama y declaró que los esfuerzos de recuperación hasta ese momento «no eran suficientes».
A medida que se cuantificaba el alcance real del desastre en Nueva Orleans, los críticos acusaron a Bush de tergiversar el papel de su gobierno al ver una respuesta errónea en su reacción. Se atacó a Bush por haber ascendido a líderes, al parecer incompetentes, a posiciones de poder dentro de la FEMA, en especial a Michael D. Brown. También se le acusó de limitar la respuesta federal a consecuencia de la guerra de Irak y que el propio Bush no había respondido ante las alertas de inundaciones. Bush contestó a las crecientes críticas al aceptar la plena responsabilidad de los fracasos del gobierno federal en el manejo de la emergencia. Se ha argumentado que tras el Katrina, la presidencia de Bush tuvo un punto de inflexión político del que nunca se recuperaría.

#### Despido de fiscales federales

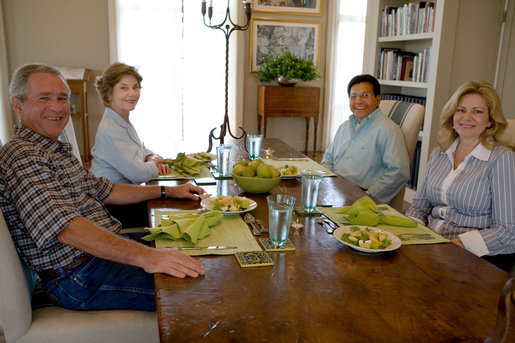
Bush y su esposa junto al fiscal general Alberto Gonzales y su esposa en el rancho de los Bush en Crawford en agosto de 2007.

Durante la segunda legislatura de Bush, surgió una controversia en torno a la destitución de ocho fiscales federales de Estados Unidos por parte de su administración a través del Departamento de Justicia. La Casa Blanca sostuvo que los fiscales federales habían sido despedidos por su bajo rendimiento. Más tarde, el fiscal general Alberto Gonzales, junto a otros miembros de alto rango del Departamento de Justicia, presentaron su renuncia. El Comité Judicial de la Cámara de Representantes citó a dos asesores de Bush, Harriet Miers y Josh Bolten, para declarar en relación con el asunto, pero Bush obligó a Miers y a Bolten a no acudir, invocando su derecho al privilegio ejecutivo. Bush dijo que todos sus asesores estaban protegidos por un amplio abanico de protecciones emanadas del privilegio ejecutivo, para que este pudiera recibir consejos sinceros. El Departamento de Justicia determinó que la orden de Bush fue legal.
Las investigaciones del Congreso se centraron en si el Departamento de Justicia y la Casa Blanca habían destituido a los fiscales federales para lograr ventajas políticas. Los fiscales despedidos dijeron haber recibido presiones desde el gobierno y los legisladores republicanos a la hora de tratar «asuntos sensibles» y argumentaron que su destitución se debía a una planeada maniobra política. El 10 de marzo de 2008, el Congreso presentó una demanda federal para hacer cumplir las citaciones emitidas y desestimadas por Bush. El 31 de julio de 2008, un juez de distrito dictaminó que los principales asesores de Bush no eran inmunes a las citaciones del Congreso.
En total, doce funcionarios del Departamento de Justicia renunciaron antes de testificar bajo juramento ante el Congreso. Entre ellos se encontraban el fiscal general Alberto Gonzales (persona cercana a Bush), su jefe de personal, Kyle Sampson, el enlace de Gonzales con la Casa Blanca, Monica Goodling, el ayudante del presidente, Karl Rove y su asesora Sara M. Taylor. Además, la asesora legal del presidente, Harriet Miers y el jefe de Gabinete de la Casa Blanca, Joshua Bolten, fueron acusados de desacato al Congreso.
En 2010, la investigación del Departamento de Justicia llegó a la conclusión de que a pesar de que las consideraciones políticas jugaron un papel clave en el caso de cuatro de los siete fiscales implicados, los despidos no tenían responsabilidad penales, aunque si eran «políticamente inapropiados».

### Política exterior

En verde oscuro, países visitados por George Bush durante su presidencia.

Durante su campaña a la presidencia, Bush y su plataforma prometieron una política exterior que buscara estrechar lazos políticos y económicos con los países de América Latina, especialmente con México y una reducción de su participación en la «construcción de naciones» y en otros compromisos militares a pequeña escala. También propuso el desarrollo de un «Sistema de Defensa Nacional de Misiles», más conocido como Escudo Antimisiles. Bush defendió la entrada de la República Popular China en la Organización Mundial del Comercio. En julio de 2001, Bush visitó al papa Juan Pablo II en Castel Gandolfo.

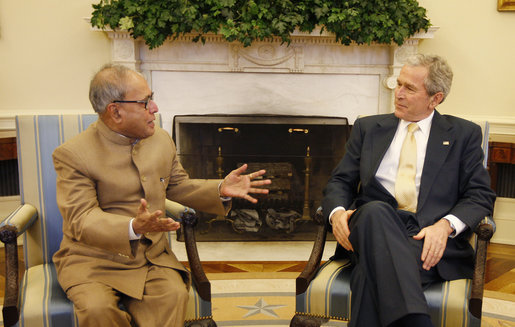
Bush reunido en la Casa Blanca con el entonces ministro de asuntos exteriores y futuro primer ministro de India, Pranab Mukherjee, en marzo de 2008.

En un discurso ante ambas cámaras del Congreso el 20 de septiembre de 2001, Bush agradeció a las naciones del mundo su apoyo tras los atentados del 11 de septiembre. Agradeció especialmente la actitud del primer ministro británico, Tony Blair, al viajar a Washington para mostrar su «unidad de propósito con Estados Unidos», y dijo que «Estados Unidos no tiene un amigo más verdadero que Gran Bretaña».

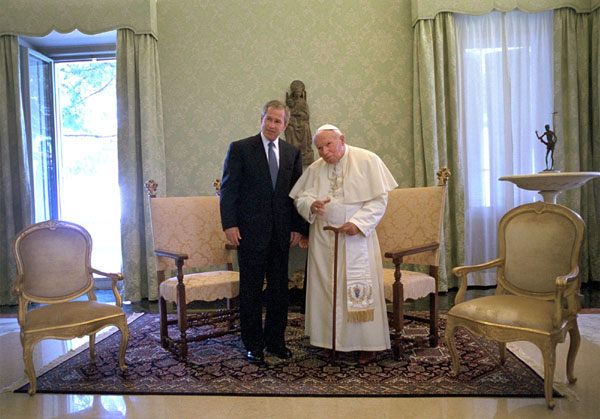
George Bush con el papa Juan Pablo II en Roma en julio de 2001.

En su discurso del estado de la Unión de 2002, Bush se refirió a un «eje del mal» donde incluyó a Irak, Irán y Corea del Norte. Tras los atentados del 11 de septiembre, Bush lanzó la denominada «guerra contra el terrorismo» o «guerra contra el terror» e inició, junto a una pequeña coalición internacional, la invasión de Afganistán con el pretexto de que el gobierno del país daba refugio a Osama bin Laden y militantes de su organización, Al Qaeda. En 2003, Estados Unidos invadió Irak tras reiteradas acusaciones de poseer armas de destrucción masiva, operación militar que Bush describió como parte de su «guerra contra el terrorismo». Las invasiones provocaron la caída del gobierno talibán en Afganistán y de Saddam Hussein y el Partido Baaz Árabe Socialista en Irak.
Bush inició su segundo mandato con un énfasis en la mejora de las tensas relaciones que Estados Unidos tenía con países de Europa. Bush designó durante largo tiempo a Karen Hughes para que esta supervisara una campaña mundial de relaciones públicas. Bush elogió la revolución de las Rosas de Georgia de 2003 y la revolución Naranja de Ucrania de 2004, describiéndolas como «luchas a favor de la democracia». En marzo de 2006 hizo una visita a India y renovó las relaciones entre los dos países tras décadas de cierta tensión y distanciamiento. La visita se centró en acuerdos sobre energía nuclear y cooperación contra el terrorismo; los debates condujeron al Acuerdo entre Estados Unidos y la India sobre energía nuclear civil —India–United States Civil Nuclear Agreement en inglés. Esta línea era contraria a la adoptada por su predecesor, Bill Clinton, cuya respuesta a las pruebas nucleares de India de 1998 habían sido sanciones y críticas. Las relaciones entre la India y los Estados Unidos mejoraron notablemente durante el gobierno de Bush.

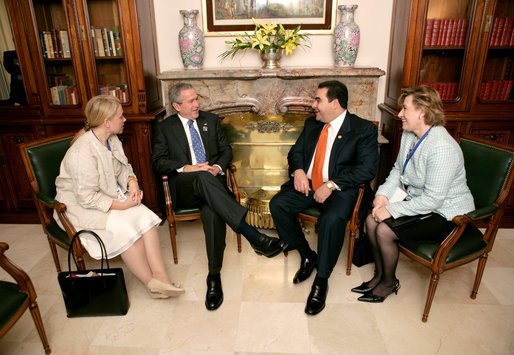
George W. Bush Con Elías Antonio Saca de El Salvador; discutiendo el envio de tropas salvadoreñas a Iraq

A mitad de la segunda legislatura de Bush, se cuestionó si Bush se estaba alejando de su agenda «de promover la libertad y democracia en el mundo», debido a su acercamiento hacia algunas antiguas repúblicas soviéticas autoritarias ricas en petróleo de Asia central.

#### Atentados del 11 de septiembre de 2001

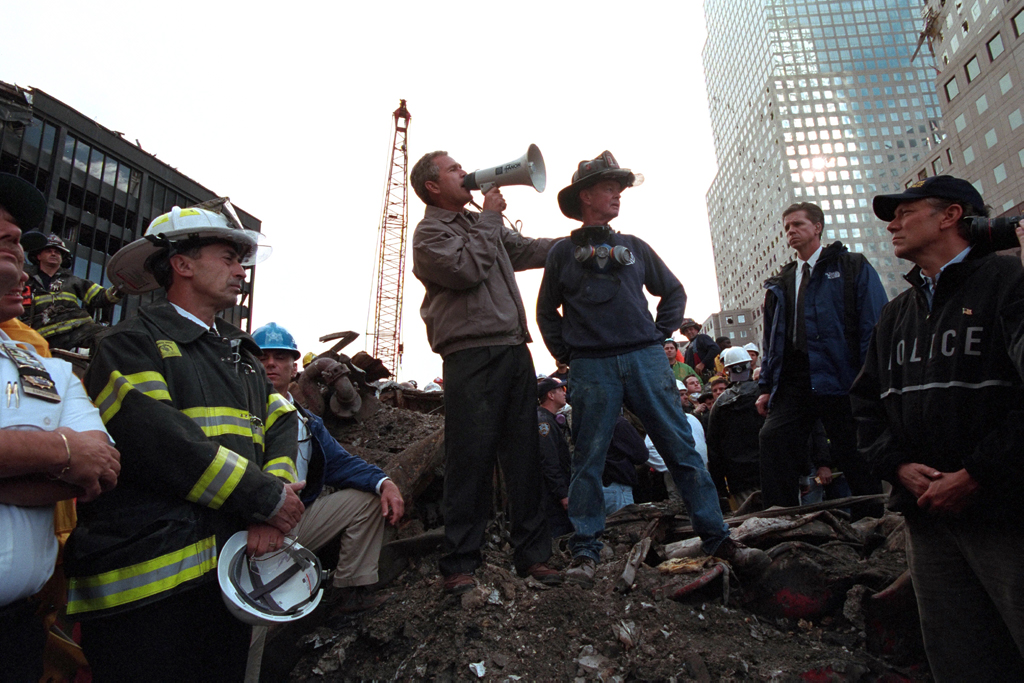
Bush dirigiéndose a los bomberos, policías, voluntarios y demás personal en la zona cero de Nueva York el 14 de septiembre de 2001, tres días después del 11-S.

Los atentados del 11 de septiembre contra el World Trade Center de Nueva York y el Pentágono en Washington D. C. fueron un punto de inflexión en la por entonces breve presidencia de Bush. Esa misma noche se dirigió a la nación desde el Despacho Oval y prometió una respuesta contundente a los ataques. Hizo hincapié en la necesidad de la nación de unirse y consolar a las familias de las víctimas. El 14 de septiembre visitó la zona cero y se reunió con el alcalde de Nueva York, Rudy Giuliani, y con bomberos, policías y voluntarios. Bush se dirigió a los presentes con un megáfono sobre los escombros y mientras le aplaudían, dijo: "Puedo oírlos. El resto del mundo los oye. Y la gente que derribó estos edificios pronto nos oirán a todos". A raíz de los atentados, en octubre de 2001, Estados Unidos invocó el artículo 5 de la OTAN por primera vez en la historia de la organización.

#### Guerra contra el terrorismo
Tras el 11-S se anunció una «guerra global contra el terrorismo». El régimen talibán afgano no entregó a Osama bin Laden, tal como exigió Estados Unidos, por lo que Bush ordenó su invasión para derrocar al gobierno talibán. En su discurso del estado de la Unión de 2002, donde mencionó por primera vez la existencia de un «eje del mal» compuesto por Corea del Norte, Irak e Irán se refirió a ellos como una «amenaza para la paz mundial» y «un peligro grave y creciente». La Administración Bush defendió su derecho a librar guerras preventivas; esto se convirtió en la base de la llamada Doctrina Bush, que debilitó considerablemente y de una forma sin precedentes el apoyo internacional hacia Estados Unidos, apoyos que se habían incrementado tras el 11-S.

Países del mundo con presencia militar estadounidense significativa en 2007.
Países con más de 1000 unidades
Países con más de 100 unidades
Países con instalaciones militares estadounidenses

Los opositores y críticos con Bush y su «guerra contra el terrorismo» aumentaron a medida que la guerra de Irak se alargaba. En 2006, una National Intelligence Estimate realizada por las dieciséis agencias de inteligencia estadounidenses concluyó que la guerra de Irak se había convertido en «una causa célebre para los yihadistas». Desde su comienzo también se cuestionó la moralidad, eficacia y legalidad de la «guerra contra el terror», al invadir países y luchar contra un enemigo disperso y difícil de identificar como es el terrorismo internacional, y por tanto poco probable que pueda ser derrotado por medios militares convencionales. Robert A. Pape, profesor y politólogo de la Universidad de Chicago, dedicado a la investigación del terrorismo y las ocupaciones militares llegó a la conclusión en su obra Dying to Win, de que «las ocupaciones extranjeras de terceros países habían incrementado el número de personas dispuestas a involucrarse en las actividades de grupos armados».
La presencia militar estadounidense en el exterior desde el inicio en 2001 de esta guerra global se incrementó, aunque esta ya era elevada, y según el Departamento de Defensa de Estados Unidos, en diciembre de 2007, durante la mitad de la segunda legislatura de Bush, Estados Unidos tenía presencia militar en 150 países con unos 510 000 soldados desplegados en países extranjeros. El contingente más importante era el asentado en Irak, con 196 600 soldados, seguido de las guarniciones de Alemania, Japón, Corea del Sur y Afganistán.

#### Invasión de Afganistán

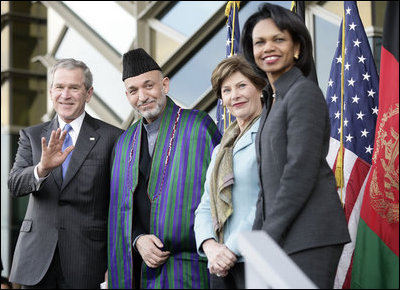
Visita del presidente Bush a la capital de Afganistán, Kabul, en 2006. De izquierda a derecha: Bush, el presidente afgano Hamid Karzai, Laura Bush y la secretaria de estado Condoleezza Rice.

El 7 de octubre de 2001, fuerzas estadounidenses y británicas iniciaron una campaña de bombardeos para ayudar a la Alianza del Norte, una alianza de facciones militares guerrilleras muyahidines anti talibanes cuyas tropas entraron en la capital afgana, Kabul, el 13 de noviembre. Los objetivos de la invasión eran derrotar al gobierno talibán y capturar a los principales líderes de Al Qaeda. En diciembre de 2001, el Departamento de Defensa de Estados Unidos anunció la derrota talibán, pero advirtió de que la guerra continuaría «para seguir debilitando a los talibanes y capturar a los líderes de Al Qaeda». Ese mismo mes la ONU instaló la Administración de Transición de Afganistán presidida de forma interina por Hamid Karzai. Karzai, un pastún que décadas atrás había recaudado dinero para los muyahidínes que lucharon contra el gobierno afgano y los soviéticos en la anterior guerra de Afganistán y con lazos con la CIA, fue también el presidente electo de Afganistán entre 2004 y 2014. En el 2002, el periodista y escritor estadounidenses, Nicholas Kristof, citando fuentes de UNICEF, informó que «nuestra invasión de Afganistán puede ahorrar hasta un millón de vidas en la próxima década como resultado de las mejoras en sanidad y acceso a ayuda humanitaria».
Los esfuerzos por matar o capturar al líder yihadista Osama bin Laden fueron infructuosos, y logró escapar tras la batalla en la región montañosa de Tora Bora, en diciembre de 2001, contra fuerzas especiales estadounidenses. El gobierno de Bush dijo más tarde que la operación fue un fracaso debido al insuficiente número de tropas. No fue hasta mayo de 2011, dos años después de que Bush dejara el cargo, en que bin Laden fue asesinado por fuerzas especiales estadounidenses en el vecino Pakistán. Sin embargo, el sucesor de bin Laden, Ayman al-Zawahiri, así como el líder de los talibanes, Mohammed Omar, continuaron en libertad. A pesar del éxito inicial en destituir a los talibanes del poder, a principios de 2003 los talibanes se estaban reagrupando, acumulando dinero y reclutas. El fracaso de la operación Alas Rojas de 2005 demostró que los talibanes se habían fortalecido. En 2006 la insurgencia talibán aumentó considerablemente y fue más feroz y estuvo mejor organizada de lo esperado, al tiempo que las ofensivas de la OTAN en la operación Mountain Thrust tuvieron un éxito limitado. En consecuencia, Bush envió 3500 soldados adicionales al país en marzo de 2007.

#### Invasión de Irak

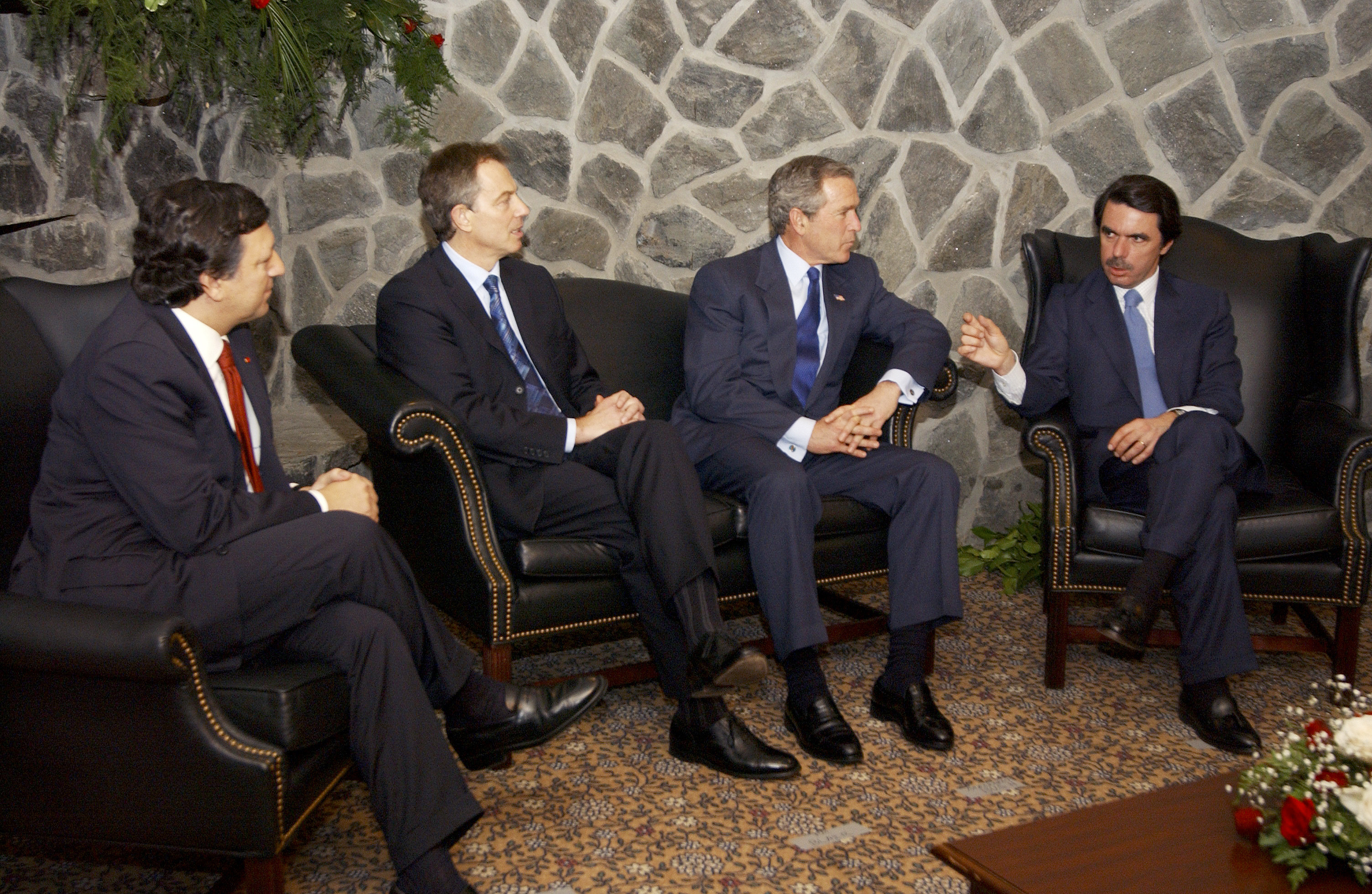
Reunión en la llamada Cumbre de las Azores entre los presidentes de Estados Unidos, George W. Bush, y España, José María Aznar y el primer ministro de Portugal, Durao Barroso y de Reino Unido, Tony Blair, días antes de la invasión de Irak.

Desde su discurso del estado de la Unión del 29 de enero de 2002, Bush comenzó a enfocar públicamente su atención en Irak, al que definía como «parte del eje del mal, aliado de los terroristas y un grave y creciente peligro para los intereses de Estados Unidos por tener armas de destrucción masiva».
En el segundo semestre de 2002, aparecieron informes de la CIA que afirmaban que el gobierno de Saddam Hussein tenía la intención de retomar antiguos programas de armas nucleares, pero no cuantificaba ni diferenciaba entre armas biológicas y químicas; además, sostenían que los misiles iraquíes tenían un mayor alcance de lo permitido por las sanciones de la ONU. Estos argumentos fueron manipulados y exagerados por el gobierno de Bush para hacer parecer evidente la existencia de armas de destrucción masiva en Irak, lo que se convirtió en un importante foco de críticas hacia él cuando se demostró que todo era un engaño. Algunos analistas sugirieron que el think tank neoconservador Project for the New American Century jugó un papel fundamental en la política exterior de Bush y especialmente respecto a Irak. Importantes dirigentes de la Administración Bush como Dick Cheney, Donald Rumsfeld y Paul Wolfowitz pertenecían a la organización, que había pedido el derrocamiento de Saddam Hussein ya en la década de 1990, durante el gobierno de Bill Clinton y cuyos críticos sostenían que tras Irak se planeaba invadir Siria, Líbano, Libia, Sudán, Somalia e Irán. Sin embargo, académicos como Inderjeet Parmar, Phillip Hammond, y Donald E. Abelson consideraron que la influencia de esta organización se exageró.

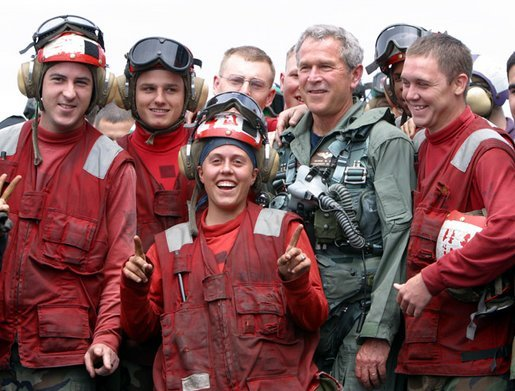
Bush con el traje de piloto naval en el portaaviones Abraham Lincoln, poco antes de que este zarpara rumbo al Golfo Pérsico para apoyar la operación Libertad Iraquí, 2003.

Entre finales de 2002 y principios de 2003, Bush instó a Naciones Unidas a obligar a los iraquíes a cumplir sus programas de desarme, precipitando una crisis diplomática. En noviembre de 2002, Hans Blix y Mohamed el-Baradei, director general del Organismo Internacional de Energía Atómica, enviaron inspectores de la ONU a Irak, pero fueron alertados por EE. UU. para abandonar el país cuatro días antes de la invasión, a pesar de sus solicitudes de más tiempo para completar su cometido, ya que no habían encontrado nada. Estados Unidos buscó en el Consejo de Seguridad de Naciones Unidas que se aprobara una resolución que autorizara la acción militar, pero no lo consiguió debido a la sólida oposición de numerosos países clave. En los meses previos a la guerra, millones de personas se manifestaron contra la inminente invasión alrededor del mundo, sobre todo en países de Europa, cuya opinión pública se mostraba en contra de la guerra con tasas de entre el 75 y el 90%.

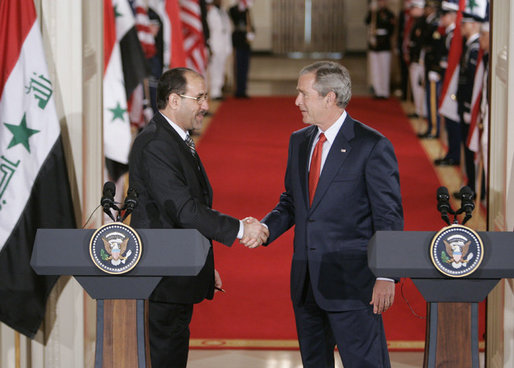
Bush con el primer ministro iraquí Nuri al Maliki en 2006.

A pesar de no contar con la aprobación de la ONU, más de veinte países con el Reino Unido a la cabeza, se unieron a los Estados Unidos en la llamada «coalición de los dispuestos». La invasión se puso en marcha el 20 de marzo de 2003 y el ejército iraquí fue rápidamente derrotado. La capital, Bagdad, cayó el 9 de abril de 2003 y apenas un mes después, el 1 de mayo, Bush declaró el fin de las principales operaciones militares en el país. El éxito inicial de las operaciones estadounidenses aumentaron la popularidad de Bush, pero los invasores se encontraron con una creciente insurgencia a menudo liderada por grupos religiosos sectarios. El discurso de Bush «Misión Cumplida» no tardó en ser tildado de prematuro. Entre 2004 y 2007 la situación se siguió deteriorando y algunos observadores alertaron sobre una posible guerra civil a gran escala en el país. Se exigió a Bush un calendario para la progresiva retirada de Irak y un informe de 2006 del Iraq Study Group, un grupo de trabajo designado por el Congreso y formado tanto por republicanos como por demócratas, concluyó que la situación en Irak era «grave y en deterioro». Mientras, Bush admitió errores estratégicos en las labores de estabilización de Irak, aunque dijo que no cambiaría la estrategia general en el país.

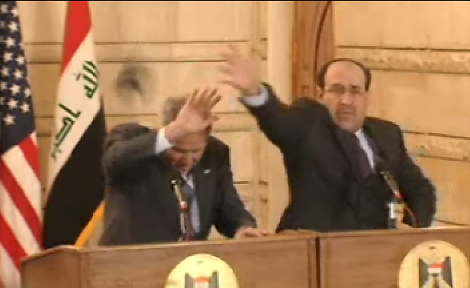
Bush, junto al primer ministro iraquí, esquiva un zapatazo arrojado por el periodista Muntazer al Zaidi en rechazo a la invasión de Irak, en diciembre de 2008.

En enero de 2005 se celebraron las primeras elecciones libres y democráticas en Irak en 50 años. El asesor de seguridad nacional iraquí, Mowaffak al-Rubaie, describió la jornada electoral como «el día más grande de la historia de este país». Bush elogió el evento y dijo que los iraquíes «han tomado el control legítimo del destino de su país». Yalal Talabani de la Unión Patriótica del Kurdistán fue elegido presidente, mientras que Nuri al Maliki, del Partido Islámico Dawa, fue nombrado primer ministro. En octubre de 2005 se celebró un referéndum para aprobar la nueva constitución iraquí, que contó con el apoyo mayoritario de chiitas y kurdos y el rechazo de los suníes.
El 10 de enero de 2007, Bush anunció un incremento de 21 500 soldados en Irak y un programa de trabajo para la reconstrucción del país dotado con 1200 millones de dólares. El 1 de mayo de 2007, Bush utilizó por segunda vez su poder de veto para rechazar un proyecto de ley que establecía una serie de plazos para la retirada, argumentando que aunque el debate sobre el conflicto era comprensible, la presencia de Estados Unidos allí era crucial.
En marzo de 2008, Bush elogió la «valiente decisión» del gobierno iraquí para atacar al Ejército de al-Mahdi en la batalla de Basora, que calificó como «un momento decisivo en la historia del Irak libre». Dijo sopesar cuidadosamente las recomendaciones de su comandante del Mando Central de los Estados Unidos, David Petraeus y del embajador Ryan Crocker sobre como proceder después del final de la escalada militar en verano de 2008. Elogió los «logros» legislativos iraquíes, incluyendo la ley de pensiones, la ley de desbaathificación, los nuevos presupuestos, la ley de amnistía y unos poderes provinciales que, según dijo, sentaron las bases de las elecciones iraquíes. En julio de 2008, las cifras de muertos en las filas estadounidenses habían llegado a su mínimo desde que comenzó la guerra, gracias a la estabilidad, por lo que Bush anunció la retirada de las unidades adicionales. En diciembre de 2008, dos meses antes de su salida de la presidencia, el think tank especializado en defensa, el Center for Strategic and Budgetary Assessments, calculó que la guerra de Irak había costado 687 000 millones de dólares, convirtiéndose en el conflicto más caro de la historia de Estados Unidos desde la Segunda Guerra Mundial. Los costes totales hasta el final de la ocupación, en 2011, se calculan en casi 800 000 millones. 4491 soldados estadounidenses murieron en la contienda y el proyecto Iraq Body Count tenía registrados a 174 000 iraquíes muertos a causa de la contienda (entre 2003 y 2013), de los cuales entre 112 667–123 284 serían civiles. Sin embargo, otros estudios elevan la cifra de muertos a más de medio millón.

#### Vigilancia

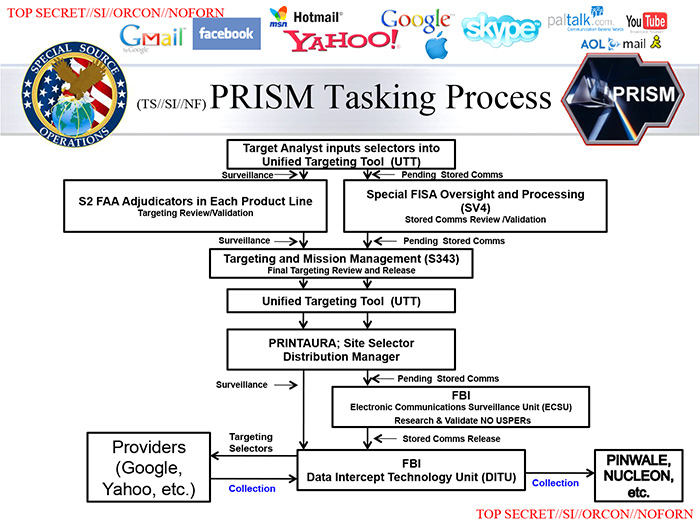
Documento de alto secreto filtrado sobre el proceso de asignación de tareas del programa de vigilancia PRISM de la NSA, activo desde 2007. Arriba de la imagen, los logos de las empresas colaboradoras.

Tras los acontecimientos de septiembre de 2001, George Bush emitió una orden ejecutiva que autorizaba el Programa de Vigilancia del Presidente (President's Surveillance Program), que permitía a la Agencia de Seguridad Nacional (NSA) espiar las comunicaciones entre sospechosos de terrorismo tanto dentro como fuera de las fronteras de Estados Unidos sin necesidad de una orden judicial, en contra de lo que dictaba la Ley de Vigilancia de Inteligencia Extranjera (FISA). Desde 2009, las otras disposiciones del programa de vigilancia se mantuvieron como información de alto secreto. Cuando la Oficina de Asesoría Legal del Departamento de Justicia de los Estados Unidos cuestionó la opinión de que FISA no tenía aplicación en tiempos de guerra, el programa fue reautorizado por el presidente sobre la base de que los requisitos dispuestos en FISA fueran reemplazados de forma implícita por la posteriormente aprobada Authorization for Use of Military Force Against Terrorists (Autorización para el uso de la fuerza militar contra terroristas), lo que liquidó las garantías y mecanismos de control que ofrecía FISA, ley que se había aprobado en 1978 tras una serie de abusos por parte de las agencias de inteligencia.
El programa fue controvertido, ya que los críticos con la administración y organizaciones como el Colegio de Abogados de Estados Unidos, argumentaron que era ilegal. En agosto de 2006, un juez de distrito de Estados Unidos dictaminó que el programa de vigilancia electrónica de la NSA era inconstitucional, pero el 6 de julio de 2007, fue desautorizado por el Tribunal de Apelaciones del Sexto Circuito de Estados Unidos con el argumento de que los demandantes carecían de pruebas. El 17 de enero de 2007, el fiscal general Alberto Gonzales informó a los líderes del Senado de que el programa no había sido renovado por el presidente, por lo que debía someterse a supervisión judicial. A lo largo de 2007, la NSA lanzó un nuevo programa, denominado PRISM, que estaba sujeto a la supervisión del Tribunal de Vigilancia de Inteligencia Extranjera de los Estados Unidos. Este programa de alto secreto no sería revelado al público hasta las filtraciones de secretos al Washington Post y The Guardian del excontratista de la CIA y la NSA, Edward Snowden, en 2013. Las filtraciones de Snowden revelaron un complejo entramado de vigilancia masiva por parte de la NSA y otras agencias de inteligencia estadounidense y de otros países aliados a millones de personas en todo el mundo a través de programas de vigilancia electrónica —gracias a la red y las telecomunicaciones— iniciados durante el gobierno de Bush y continuados y ampliados durante el gobierno de su sucesor, Barack Obama.

#### Políticas de interrogatorio, secuestros y torturas
Bush autorizó a la Agencia Central de Inteligencia (CIA) a utilizar el waterboarding como una de varias técnicas denominadas «técnicas de interrogatorio mejoradas». Entre 2002 y 2003, la CIA utilizó estas técnicas, como el ahogamiento simulado, debido a que según una opinión legal del Departamento de Justicia, mantenida en secreto, «los terroristas detenidos no estaban protegidos por los Convenios de Ginebra» que prohíben la tortura. El vicepresidente Cheney dijo que «las técnicas de interrogatorio mejoradas, incluyendo el waterboarding, no eran formas de tortura ni ilegales». La CIA torturó a ciertos sospechosos de terrorismo (algo en principio negado por Bush) considerados clave bajo la autoridad concedida en los memorandos sobre tortura del fiscal general, sin embargo, estos fueron posteriormente retirados. Aunque los manuales de campo del Ejército de Estados Unidos no permiten estos métodos por creer que «las técnicas duras de interrogatorio producen información poco fiable», el gobierno de Bush dijo que estos interrogatorios «proporcionaban información crítica» para preservar vidas estadounidenses. El exagente de la CIA, Bob Baer, dijo entonces sobre la información obtenida de un prisionero que «usted puede conseguir que alguien confiese cualquier cosa si la tortura es lo suficientemente dura».
Desde el inicio de la «guerra contra el terror», la CIA operó una red de centros clandestinos de detención en países de varios continentes, donde se recluían a los detenidos por todo el mundo sospechosos de terrorismo; entre 2001 y 2006 pudieron haber pasado por estos centros entre 14 000 (según el Congreso) y 80 000 personas (según Reprieve). Cientos de personas fueron transportadas desde sus lugares de origen a terceros países para ser encarcelados e interrogados, fuera de toda supervisión judicial. Estas formas de secuestro encubierto fueron denominadas rendiciones extraordinarias y según las investigaciones, entre 2001 y 2005 oficiales de la CIA capturaron un estimado de 150 personas y los transportaron alrededor del mundo. El 17 de octubre de 2006, Bush firmó la Military Commissions Act, una ley promulgada a raíz del fallo de la Corte Suprema en el caso Hamdan contra Rumsfeld, que permitió al gobierno estadounidense enjuiciar a los llamados «combatientes enemigos ilegales» por comisiones militares en vez de a través de tribunales civiles. La nueva ley también suspendía sus derechos hábeas corpus y prohibía torturar a los detenidos, pero concedía al presidente la potestad de determinar cuales eran o no casos de tortura.
El 8 de marzo de 2008, Bush vetó el proyecto de ley H.R. 2082, que habría ampliado la supervisión del Congreso sobre la Comunidad de Inteligencia y prohibido el waterboarding, así como otras técnicas no permitidas por los manuales de Estados Unidos sobre recogida de información de inteligencia; Bush se justificó argumentado que «el proyecto de ley del Congreso me hubiera alejado de una de las herramientas más valiosas en la guerra contra el terror». En abril de 2009, la ACLU ganó una demanda para la liberación de los memorandos secretos autorizados por la Administración Bush sobre las tácticas de interrogatorio. En las notas se detallaban las tácticas de interrogatorio específicas, incluyendo una nota que describía el waterboarding como tortura, al tiempo que se descubrió que la forma de waterboarding utilizada por la CIA era mucho más intensa de lo autorizada por el Departamento de Justicia.

#### Condena a Corea del Norte

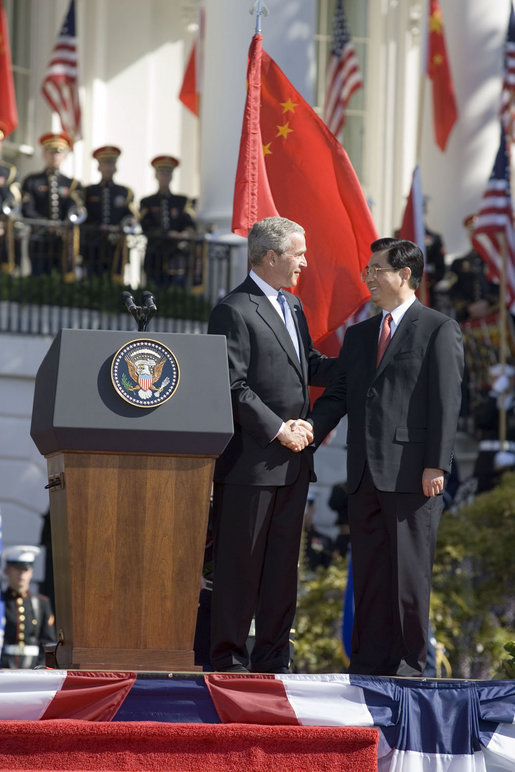
George Bush junto al presidente de China y secretario general del Partido Comunista de China, Hu Jintao, en abril de 2006.

Bush condenó públicamente el gobierno de Kim Jong-il en Corea del Norte e incluyó a este país dentro de su «Eje del mal», además dijo que «los Estados Unidos no permitirán que los regímenes peligrosos amenacen al mundo con más armas destructivas». En cuestión de meses ambos países se alejaron de sus respectivos compromisos recogidos en el Acuerdo Marco entre los Estados Unidos de América y Corea del Norte en 1994. La prueba nuclear efectuada por Corea el 9 de octubre complicó la situación política de Bush, que había centrado su política exterior «en [prevenir] que terroristas o regímenes consiguieran armas nucleares, químicas y biológicas con las que amenazar a Estados Unidos y al mundo». Bush condenó la posición de Corea del Norte y reafirmó su «compromiso» con «una Península coreana libre de armas nucleares», además añadió que «la transferencia de armas o material nuclear por parte de Corea del Norte a otros estados o entidades no estatales sería considerada una grave amenaza para Estados Unidos, y Corea sería señalada como la responsable de ello».
El 7 de mayo de 2007, Corea del Norte accedió a clausurar sus reactores nucleares de forma inmediata a cambio de la liberación de sus fondos congelados depositados en cuentas bancarias extranjeras. Este fue el resultado de una serie de conversaciones tripartitas entre Corea, Estados Unidos y China. El 2 de septiembre de 2007, Corea del Norte se comprometió a revelar y desmantelar todos sus programas nucleares para finales de 2007. Sin embargo, en mayo de 2009, Corea del Norte reinició sus programas nucleares e intercambio amenazas con la vecina Corea del Sur.
El 22 de junio de 2010, Bush dijo: «mientras que Corea del Sur prospera, el pueblo de Corea del Norte ha sufrido profundamente» y agregó que «que el comunismo se ha traducido en pobreza extrema, hambre masiva y una represión brutal» y que «en los últimos años el sufrimiento se ha visto agravado debido que el líder gasta los escasos recursos en lujos personales y programas de armas nucleares».

#### Sanciones a Siria
Bush amplió las sanciones económicas a Siria. A principios de 2007, el Departamento del Tesoro, que actuaba bajo una orden ejecutiva de junio de 2005, congeló los fondos depositados en cuentas bancarias estadounidenses del Instituto Superior de Siria de Ciencia aplicada y Tecnología, del Instituto de Electrónica y Estándares Nacionales y del Laboratorio de Calibración. La orden de Bush prohibió a los estadounidenses negociar con estas instituciones «sospechosas de haber ayudado a la propagación de armas de destrucción masiva y apoyado al terrorismo». En virtud de dos órdenes ejecutivas firmadas por Bush en 2004 y 2007, el Departamento del Tesoro congeló los activos de dos libaneses y dos sirios, acusado de actividades para «socavar el proceso político legítimo en el Líbano» en noviembre de 2007. Los sancionados eran Assaad Halim Hardan, miembro del parlamento libanés y líder del Partido Social Nacionalista Sirio, Wi'am Wahhab, exministro de Líbano durante el gobierno del primer ministro Omar Karami (2004-2005), Hafiz Makhluf, coronel y alto funcionario de la Dirección General de Inteligencia de Siria y primo del presidente sirio, Bashar al Assad y por último Muhammad Nasif Khayrbik, identificado como un asesor cercano a Assad.

#### África
Bush puso en marcha el Plan de Emergencia del Presidente de los Estados Unidos para el Alivio del Sida (PERFAR). El gobierno de Estados Unidos gastó unos 44 000 millones de dólares en el proyecto entre 2003 y 2012, cifra que incluía una partida de 7000 millones para el Fondo Mundial de lucha contra el sida, la tuberculosis y la malaria, una organización multinacional, con lo que se consiguieron salvar, según los cálculos, unos cinco millones de vidas. Según el corresponsal del New York Times, Peter Baker: «Bush hizo más por detener el SIDA y mucho más por ayudar a África que cualquier otro presidente».

#### Intento de asesinato
El 10 de mayo de 2005, Vladímir Arutiunián, un georgiano nacido en una familia de etnia armenia, lanzó una granada de mano contra el podio donde Bush estaba dando un discurso en la plaza de la Libertad de Tiflis, en Georgia. El presidente de Georgia, Mijeíl Saakashvili, estaba sentado al lado de Bush. La granada cayó sobre la multitud que presenciaba el acto y golpeó a una chica, a unos 20 metros de donde se encontraba Bush, pero no detonó. Arutyunian fue detenido dos meses después, en julio de 2005, y confesó y se declaró culpable, por lo que fue sentenciado a cadena perpetua en enero de 2006.

#### Otras cuestiones

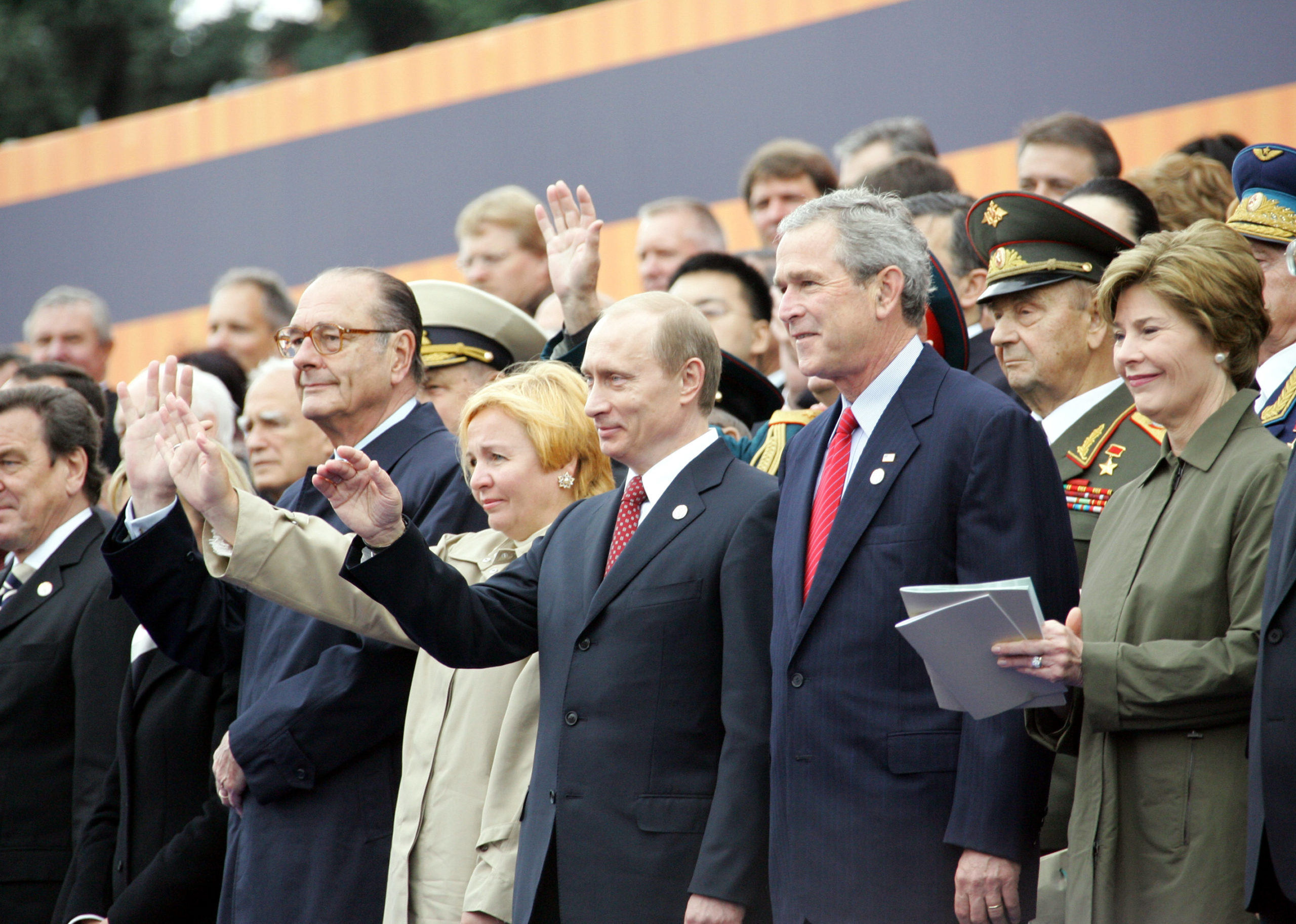
George Bush junto al presidente de Rusia, Vladímir Putin en la plaza Roja de Moscú durante el desfile del 60.º aniversario del Día de la Victoria, 9 de mayo de 2005

Bajo el gobierno de Bush, Estados Unidos se retiró de varios acuerdos internacionales, como del Tratado sobre misiles antibalísticos (ABM) firmado con la antigua Unión Soviética en la década de 1970, aunque firmó el Tratado de Reducciones de Ofensivas Estratégicas con Rusia en 2002.
Bush fue cauteloso en el conflicto entre Israel y Palestina; denunció a la Organización para la Liberación de Palestina y a su líder, Yasir Arafat, por su «apoyo a la violencia», pero también patrocinó diálogos entre el primer ministro israelí, Ariel Sharón, y el presidente de la Autoridad Nacional Palestina, Mahmud Abás. Bush apoyó el plan de retirada unilateral de Sharón, y elogió las elecciones democráticas celebradas en Palestina tras la muerte de Arafat. Estados Unidos apoyó a Taiwán tras el incidente de abril de 2001 de este país con la República Popular China en la isla de Hainan, cuando un avión de reconocimiento EP-3, una versión del Lockheed P-3 Orion, tuvo un choque en el aire con un avión Shenyang J-8 de la Fuerza Aérea del Ejército Popular de Liberación de China, lo que llevó a la detención temporal de personal estadounidense y a una disculpa de Estados Unidos. Entre 2003 y 2004, Bush autorizó intervenciones militares en Haití y Liberia para proteger los intereses de Estados Unidos. Bush condenó los ataques de milicias durante el conflicto de Darfur, en Sudán, y denunció las matanzas ocurridas como un acto de genocidio. Bush dijo que se necesitaba urgentemente una fuerza internacional de paz en Darfur, pero se negó a denunciar la situación ante la Corte Penal Internacional, pues Estados Unidos no reconocía a este tribunal.

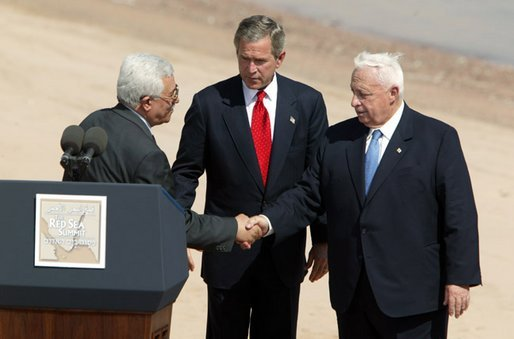
El presidente de la Autoridad Nacional Palestina, Mahmud Abás, y el primer ministro de Israel, Ariel Sharón, se estrechan la mano ante Bush tras la Cumbre del Mar Rojo en Jordania de junio de 2003.

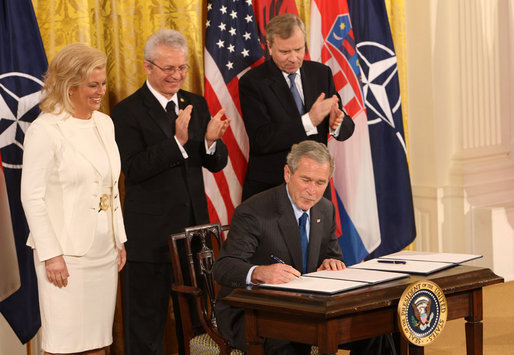
El presidente Bush firma, rodeado de los embajadores de Croacia y Albania en EE. UU. y del secretario general de la OTAN, los protocolos para la adhesión de Albania y Croacia a la alianza atlántica.

En su discurso del estado de la Unión de enero de 2003, Bush esbozó una estrategia de cinco años para el lanzamiento de un plan de emergencia para combatir el sida, conocido como Plan de Emergencia del Presidente de los Estados Unidos para el Alivio del Sida o PERFAR. Bush anunció un presupuesto de 15 000 millones de dólares para este esfuerzo, que dio tratamiento antirretroviral a más de 3,2 millones de personas en todo el mundo. El 10 de junio de 2007, se reunió con el primer ministro albanés, Sali Berisha, convirtiéndose en el primer presidente estadounidense en visitar Albania. Bush apoyó la independencia de Kosovo, pero se opuso a la independencia de Osetia del Sur. El 15 de agosto de 2008, Bush dijo respecto a la intervención rusa en la guerra de Osetia del Sur de ese año que, «el acoso y la intimidación no son formas aceptables en la política exterior del siglo XXI». Bush inauguró los Juegos Olímpicos de Invierno de 2002 en Salt Lake Cityly enugar de pronunciar su discurso en un palco ceremonial u otro lugar similar, se puso en medio de un grupo de atletas de Estados Unidos y dijo: «en nombre de una orgullosa, determinada, y agradecida nación, declaro abiertos los Juegos de Salt Lake City, celebrando los Juegos Olímpicos de Invierno». En el verano de 2008, tras una gira por Asia, asistió a los Juegos Olímpicos de Verano en Pekín.
Bush invocó en dos ocasiones la sección 3 de la Vigesimoquinta Enmienda a la Constitución de los Estados Unidos, que permite a un presidente transferir temporalmente los poderes y deberes emanados de su cargo al vicepresidente, que pasa a convertirse en presidente interino. El 29 de junio de 2002, Bush se sometió a una colonoscopia e invocó la sección 3 de la enmienda, por lo que el vicepresidente Dick Cheney fue nombrado presidente interino entre las 7:09 y las 9:24 de la mañana (a. m.), desde que se inició la operación —que empezó a las 7:09 a. m. y terminó a las 7:29 a. m.— y hasta que el médico del presidente, Richard Tubb, no terminó un examen global, aunque Bush había despertado de la anestesia a las 7:49 a. m. Tubb dijo que recomendó un tiempo adicional para asegurarse de que el sedante no hubiese dejado secuelas. El 21 de julio de 2007, Bush invocó de nuevo la sección 3 para someterse a otra colonoscopia, por lo que una vez más el vicepresidente Cheney fue nombrado presidente interino. Bush invocó la Sección 3 a las 7:16 a. m. y recuperó sus poderes a las 9:21 a. m. En ambos casos, Bush citó específicamente la sección 3 cuando transfirió los poderes presidenciales al vicepresidente y cuando reclamó esos poderes.

### Nombramientos judiciales

#### Corte Suprema

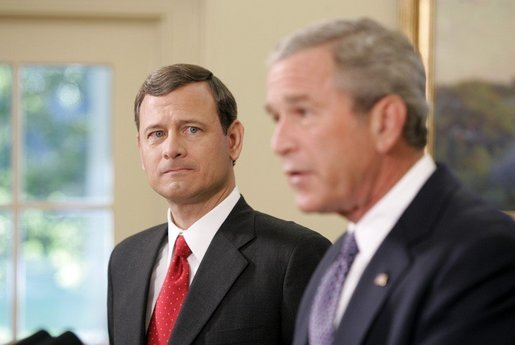
El magistrado John Roberts, junto a Bush, el día de su nominación a juez presidente de la Corte Suprema, 5 de septiembre de 2005.

Después de que la jueza asociada de la Corte Suprema, Sandra Day O'Connor, anunciara su jubilación el 1 de julio de 2005, Bush nominó a John Roberts para sucederla. El 5 de septiembre, tras la muerte del presidente de la corte, William Rehnquist, Bush cambió sus planes iniciales y nominó a Roberts para ocupar el puesto vacante de juez presidente. Roberts fue confirmado por el Senado como 17.º juez presidente de la Corte Suprema de Estados Unidos el 29 de septiembre de 2005.
El 3 de octubre de 2005, Bush nominó a la consejera de la Casa Blanca, Harriet Miers, para ocupar el puesto dejado por O'Connor. Sin embargo esta nominación se encontró con la oposición significativa de demócratas y republicanos, que la veían como una persona mal preparada y con poco conocimiento de la ley, por lo que Miers pidió retirar su candidatura el día 27. El 31 de octubre, cuatro días después, Bush nominó al juez federal de apelaciones Samuel Alito. Alito fue confirmado como 110.º juez asociado de la Corte Suprema el 31 de enero de 2006. Mientras que contó con un gran apoyo en las filas conservadoras, los demócratas se opusieron de forma feroz a su nombramiento, debido a que Alito era considerado un juez muy conservador.

#### Otros tribunales
Además de sus dos nominaciones a la Corte Suprema de Estados Unidos, Bush nombró a 61 jueces de las Cortes de Apelaciones de Estados Unidos y a 261 jueces de distrito. En total, realizó 324 nombramientos judiciales, la tercera cifra más alta en la historia de un presidente estadounidense hasta el momento, solo superado por Ronald Reagan y Bill Clinton. Sus nombramiento también generaron una serie de controversias. Un debate de una sesión de confirmación «duró 39 insólitas horas», según The New York Times. El 3 de agosto de 2001, el Senado no consintió el mantenimiento de las nominaciones existentes en statu quo, rechazando 40 nominaciones judiciales de un total de 164 nominaciones.
Al principio, la revista Judicature señaló que «los senadores demócratas estaban preparados para las audiencias de confirmación, que se acercaban» poco antes del envió al Senado del primer grupo de candidatos. A continuación, el New York Times dijo que «los demócratas del Senado han prometido que no votarán automáticamente para confirmar a los jueces nominados por Bush, sino que los someterán a un intenso escrutinio».
El Senado solo confirmó 8 de cada 60 nominaciones judiciales en octubre de 2001. En febrero de 2003, los demócratas tuvieron éxito al realizar un «filibusterismo» en la nominación de Miguel Estrada.

### Percepción e imagen pública

#### Imagen

Evolución de la opinión pública respecto a Bush durante su presidencia (2001-2009), según USA Today/Gallup.
Aprueban
Desaprueban
Sin opinión clara

Bush se crio en el oeste de Texas, lo que unido a su acento, las habituales vacaciones en su rancho de Texas y su inclinación en usar metáforas contribuyeron a dar una imagen campechana propia de un «vaquero americano». «Creo que la gente lo mira y piensa en John Wayne» dijo Piers Morgan, editor del periódico británico Daily Mirror. Se ha sugerido que el acento de Bush fue un importante activo, pues lo distinguía de los «intelectuales del noroeste» y demostraba sus raíces texanas. Tanto sus partidarios como detractores usaron sus características tanto para apoyarle como para criticarle.
Bush fue parodiado en los medios de comunicación, por comediantes y otros políticos. Sus detractores tendieron a citar sus errores lingüísticos en discursos públicos, denominados coloquialmente como «bushisms». Algunos expertos han etiquetado a Bush como «el peor presidente de la historia». A diferencia de su padre, al que se le percibían problemas para afrontar temas de gran magnitud, Bush abrazó una visión más amplia y fue visto como un hombre con ideas más grandes y de enormes riesgos asociados. Tony Blair escribió en 2010 que la caricaturización de Bush como un «tonto» era «absurda» y dijo que Bush era «muy inteligente». En una entrevista en la revista Playboy, el columnista del New York Times David Brooks, dijo que Bush «tenía 60 puntos de coeficiente intelectual más en privado que en público. Él no quiere que nadie piense que es más listo de lo que es».

#### Valoración de su labor en EE. UU.
Bush comenzó su presidencia con índices de aprobación cercanos al 50 % pero tras los ataques del 11 de septiembre de 2001, su índice de aprobación subió 40 puntos, hasta el 90 %, y ese índice se mantuvo entre el 80 y el 90 % cuatro meses después de los ataques. Si bien permaneció por encima del 50 % durante casi todo su primer mandato, su grado de aprobación cayó a un mínimo del 19 % en su segundo mandato.

Evolución del índice de aprobación de Bush entre abril de 2001 y enero de 2006. Hubo tres momentos con un gran crecimiento repentino de su popularidad: entre septiembre y octubre de 2001, tras el 11-S, cuando la aprobación de su labor creció en 40 puntos, de un 50 a un destacado 90 %, y tras la invasión de Irak (marzo de 2003) y la captura de Sadam Hussein (diciembre de 2003). Sin embargo se observa un deterioro sostenido a lo largo de los años.

En 2000 y 2004, la revista Time nombró a Bush como Persona del año, un título otorgado por los editores a quien creen que «ha hecho más por influir en los acontecimientos del año». En mayo de 2004, Gallup informó que el 89 % del electorado republicano aprobaba a Bush. Sin embargo, el apoyo disminuyó debido principalmente a la frustración de los republicanos con él en temas de gasto, inmigración ilegal y sus políticas en Oriente Medio.
En las fuerzas armadas de Estados Unidos, según una encuesta no científica, el presidente tuvo un fuerte apoyo en las elecciones presidenciales de 2004. El 73 % del personal militar dijo que votaría por Bush, mientras que el 18 por ciento prefirió a su rival demócrata, John Kerry. De acuerdo con Peter D. Feaver, politólogo de la Universidad de Duke que estudió las tendencias políticas de los militares de Estados Unidos, los miembros de las fuerzas armadas apoyaron a Bush porque pensaron que tenía más posibilidades que Kerry de terminar la guerra de Irak.
El índice de aprobación de Bush cayó por debajo de la marca del 50 % según un sondeo de AP-Ipsos de diciembre de 2004. A partir de entonces, sus índices de apoyo y aprobación de sus políticas internas y externas se redujeron de forma constante. Bush recibió fuertes críticas por su manejo de la guerra de Irak, su respuesta al huracán Katrina, el escándalo por el abuso de prisioneros en la cárcel de Abu Ghraib, la vigilancia sin orden judicial de la NSA, el caso Plame y las polémicas prácticas en el Centro de detención de Guantánamo. Hubo intentos de realizar un impeachment o juicio político a Bush, aunque la mayoría de las encuestas demostraron que los estadounidenses no hubieran apoyado tal acción. Los argumentos esgrimidos por los partidarios de esta opción se centraron en las mencionadas tácticas de vigilancia extrajudiciales de la NSA, las justificaciones de Bush para invadir Irak y la presunta violación de los Convenios de Ginebra. El congresista demócrata por Ohio, Dennis Kucinich, que ya había atacado a Bush durante la campaña para las presidenciales de 2004, presentó una acusación con 35 puntos en la Cámara de Representantes contra Bush el 9 de junio de 2008, pero la también demócrata y presidenta de la Cámara de Representantes de los Estados Unidos, Nancy Pelosi, declaró que la acusación estaba «fuera de lugar».
Encuestas realizadas en 2006 dieron a Bush una media de aprobación del 37 %, el más bajo de un presidente desde el 28 % de Harry S. Truman en marzo de 1951, lo que contribuyó al varapalo sufrido por el Partido Republicano en las elecciones legislativas de 2006. A lo largo de 2007, el índice de aprobación se mantuvo en la treintena y, según Gallup, su índice medio en su segunda legislatura fue del 37 %. A principios de 2008, en su último año en el cargo, se llegó al mínimo y Bush redujo su aprobación a un 19 %, en gran parte por culpa de la pérdida de apoyos entre las filas republicanas. Ante estas cifras y las acusaciones de ser «el peor presidente», Bush dijo: «tomo decisiones sobre lo que creo que es correcto para Estados Unidos con base en mis principios. Francamente me importan un comino las urnas». En la primavera de 2008, Bush alcanzó uno de los más altos índices de desaprobación jamás registrados por cualquier presidente desde la Segunda Guerra Mundial, sin embargo la mayoría de republicanos, un 66 %, aprobaba su labor al frente del ejecutivo. Una encuesta de Gallup realizada entre el 9 y 11 de enero de 2009, cuando Barack Obama relevó a Bush como presidente, reveló que su popularidad era la segunda más baja desde 1952, solo superado por Richard Nixon tras su dimisión en 1974 por el escándalo Watergate.

### Percepción exterior

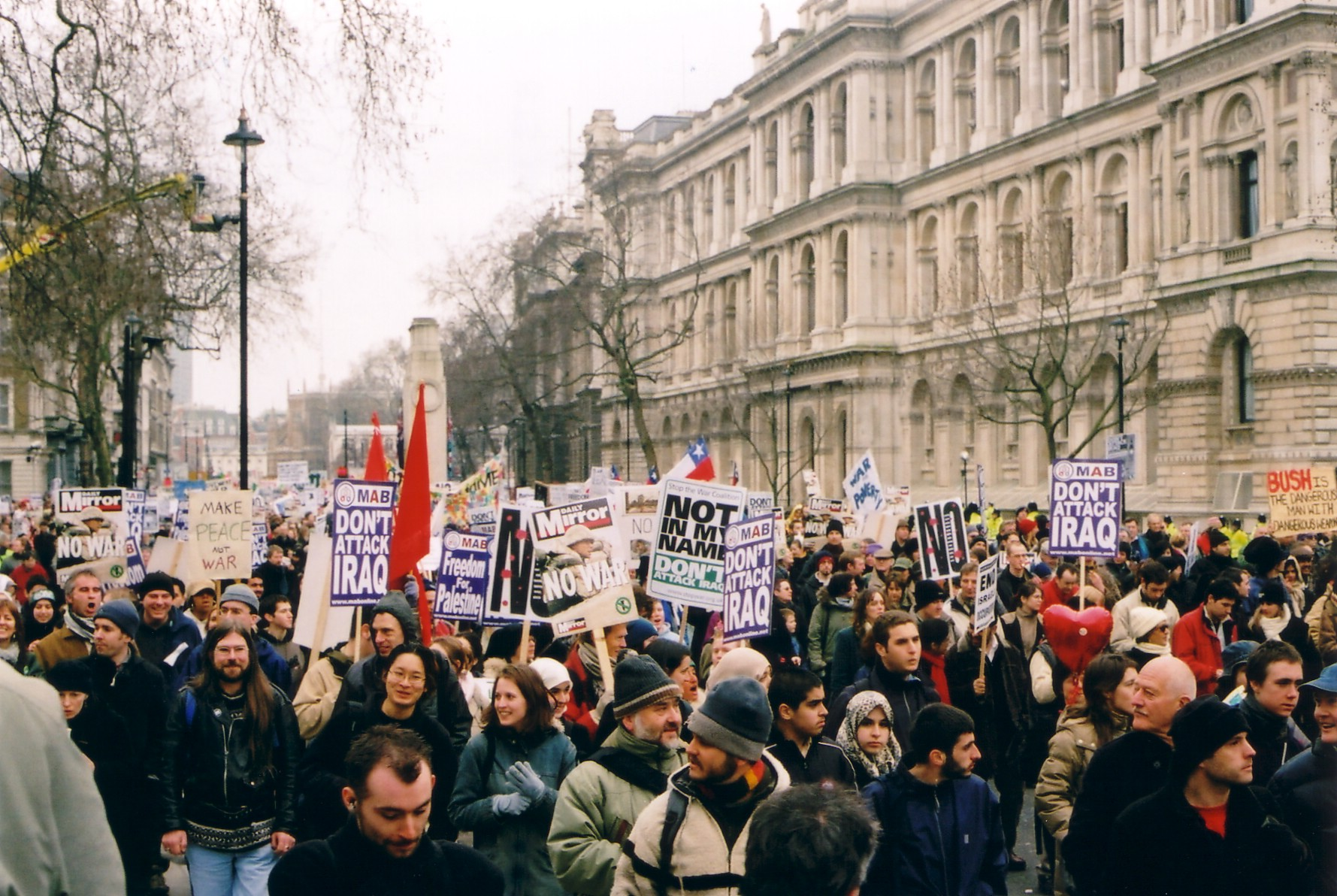
Manifestación en Reino Unido de febrero de 2003 contra los planes de Bush de invadir Irak, manifestaciones que se dieron en los principales países de Europa occidental, entre otros.

Bush fue criticado a nivel internacional y blanco de las campañas mundiales contra la guerra y antiglobalización por la política exterior de su administración. La comunidad internacional tuvo una visión más negativa de él que de los anteriores presidentes estadounidenses, visión compartida incluso por aliados cercanos como Francia. Bush tuvo relaciones personales especialmente cercanas con el primer ministro británico, Tony Blair y el presidente de México, Vicente Fox, aunque las relaciones formales a veces se volvían tensas. Otros líderes, como el presidente afgano, Hamid Karzai, el presidente de Uganda, Yoweri Museveni, el presidente de España, José Luis Rodríguez Zapatero o el presidente venezolano Hugo Chávez criticaron abiertamente a Bush. Durante su presidencia también surgieron tensiones entre él y Vladímir Putin, presidente de Rusia, lo que enfrió las relaciones.
En 2006, en una encuesta conjunta del Servicio Mundial de la BBC y Program on International Policy Attitudes, se encontró que una mayoría de personas en 18 de los 21 países encuestados en todo el mundo tenían una opinión negativa de Bush. Los encuestados indicaron que percibían su gobierno como negativo para la seguridad mundial. En 2007, Pew Research Center informó que durante la presidencia de Bush las actitudes hacia Estados Unidos y los estadounidenses se convirtieron en menos favorables en todo el mundo. En marzo de 2007, una encuesta de opinión árabe realizada entre Zogby International y la Universidad de Maryland determinó que Bush era el líder más odiado en el mundo árabe. El Pew Research Center Global Attitudes de 2007, que encuestó a 47 países, encontró que solo en nueve países la mayoría de encuestados tenían «mucha confianza» o «algo de confianza» en Bush: Etiopía, Ghana, India, Israel, Costa de Marfil, Kenia, Malí, Nigeria y Uganda.

Calle dedicada a George W. Bush, que lleva su nombre, en la capital de Georgia, Tiflis.

Durante una visita en junio de 2007 a Albania, un país de mayoría musulmana de 2,8 millones de habitantes y que tenía tropas en Irak y Afganistán, Bush fue recibido con entusiasmo. El gobierno albanés brindó un gran apoyo a la política exterior estadounidense. Una gran imagen del presidente, flanqueada por banderas albanesas y estadounidenses, fue colgada en el centro de la capital del país, Tirana, y se le puso su nombre a una calle local. A pocos kilómetros de la capital, en Fushë-Krujë, se inauguró una estatua de Bush que le representaba vestido con una camisa arremangada. Sin embargo, el apoyo del gobierno de Bush a Albania y a la independencia de Kosovo —país también de gran mayoría musulmana—, empeoró las relaciones entre EE. UU. y Serbia, lo que se manifestó en el incendio de la embajada estadounidense de Belgrado en febrero de 2008.

#### Agradecimientos y dedicatorias
El 7 de mayo de 2005, durante una visita oficial a Letonia, Bush recibió de manos de la presidenta Vaira Vīķe-Freiberga la Orden de las Tres Estrellas. Unos pocos lugares fuera de Estados Unidos llevan el nombre de Bush. En 2005, el ayuntamiento de Tiflis votó a favor de cambiar el nombre de una calle en honor al presidente de Estados Unidos. Anteriormente llamada Melaani Drive, Bush había pasado por esa calle, que conecta el aeropuerto con el centro de la capital, cuatro meses antes durante su visita. Una calle de Tirana, antes conocida como Rruga Puntorët e Rilendjes, situada a las puertas del parlamento albanés, fue rebautizada con el nombre de Bush días después de su primera visita en junio de 2007. En Jerusalén, una pequeña plaza con un monumento también se dedicó a Bush.
En 2012, el presidente de Estonia, Toomas Hendrik Ilves, otorgó a Bush la Orden de la Cruz de Terra Mariana por sus esfuerzos para la expansión de la OTAN.

## Tras la presidencia

### Residencia

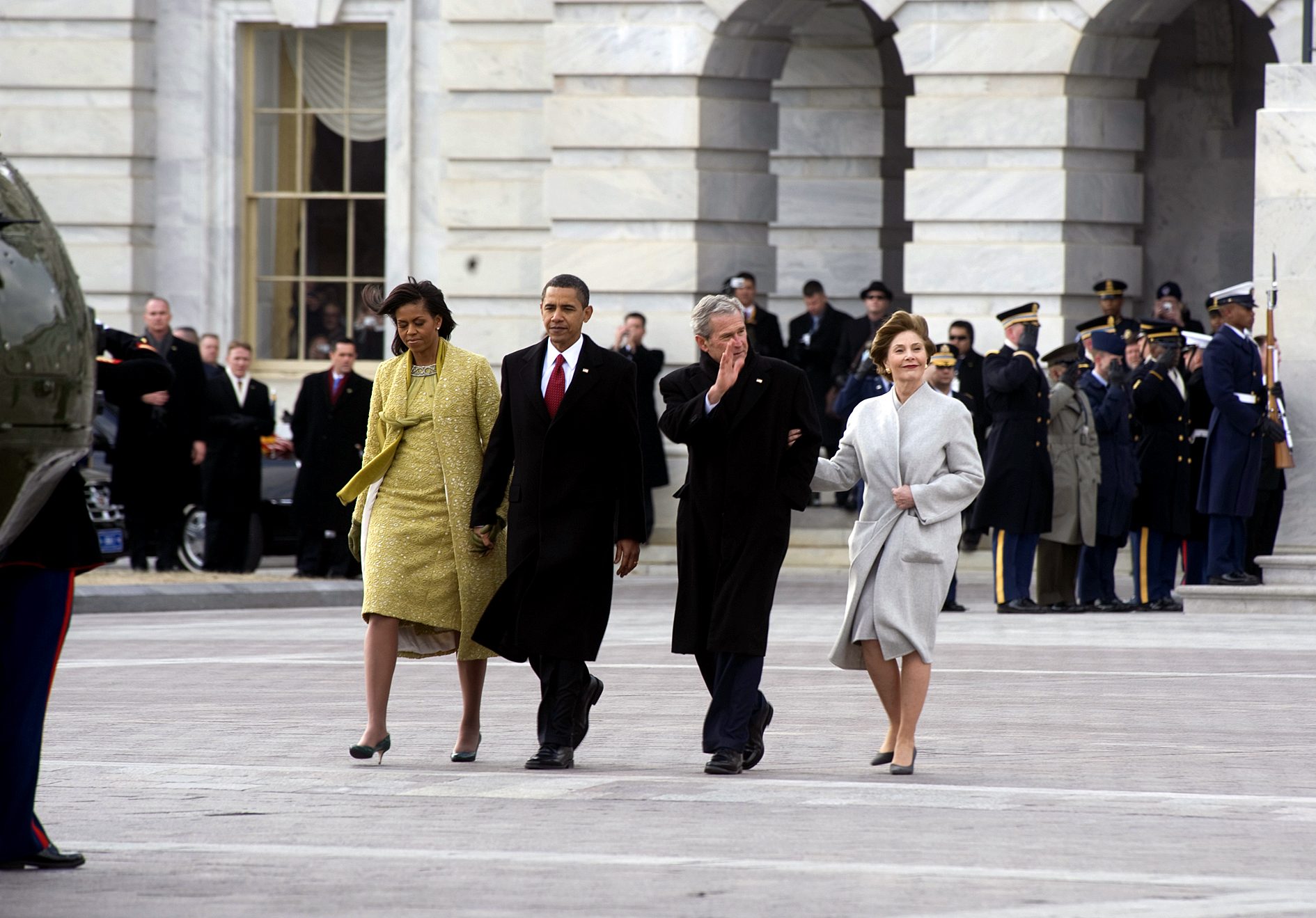
George Bush y su esposa junto a su sucesor, Barack Obama y su esposa Michelle Obama, el 20 de enero de 2009, el día de la investidura de Obama.

Tras la primera investidura presidencial de Barack Obama, Bush y su familia volaron desde Andrews Field de regreso a Midland, en Texas, donde se les tenía preparada una celebración por su regreso, tras la cual regresaron a su rancho en Crawford. Bush compró una casa en el barrio de Preston Hollow de la ciudad de Dallas, también en Texas, donde su familia y él se establecieron.
En los años posteriores realizó apariciones de forma regular en varios eventos entre el área de Dallas y Fort Worth, como en el primer partido de los Dallas Cowboys en su nuevo estadio de Arlington. En abril de 2009 asistió a un partido de los Texas Rangers, donde agradeció al pueblo de Dallas por ayudarle a instalarse, por lo que fue ovacionado por los aficionados, que se pusieron en pie. Asistió a todos los partidos en casa de la pretemporada de 2010 de los Texas Rangers y, acompañado por su padre, hizo el primer lanzamiento simbólico en el 4º partido de la Serie Mundial de béisbol de 2010 en el Rangers Ballpark de Arlington el 31 de octubre de 2010.
El 6 de agosto de 2013, Bush fue tratado con éxito de una obstrucción de la arteria coronaria con un estent. El bloqueo fue encontrado durante un examen médico anual.

### Declaraciones
Desde que dejó el cargo, Bush mantuvo un perfil relativamente bajo, a pesar de sus apariciones públicas, sobre todo después de la publicación de sus memorias en 2010 y su presencia en el décimo aniversario de los ataques del 11 de septiembre. En marzo de 2009 dio el primer discurso tras su presidencia en Calgary, Alberta, cuando apareció en un vídeo en The Colbert Report donde elogió a las tropas estadounidenses y las invitaba a «ganarse un lugar especial en la historia del país». Asistió al funeral del senador Ted Kennedy. Bush realizó su debut como orador el 26 de octubre en el seminario Get Motivated de Dallas. A raíz del tiroteo en Fort Hood del 5 de noviembre de 2009, Bush visitó de forma secreta a supervivientes y familiares de las víctimas al día siguiente del suceso, tras solicitarle al comandante de la base que fuera una visita privada y no tuviera presencia de medios.

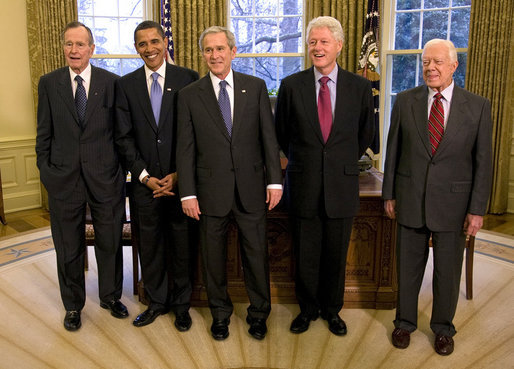
Los cinco presidentes de Estados Unidos aún vivos en el momento de la fotografía, enero de 2009. De izquierda a derecha: George H. W. Bush, Barack Obama, George W. Bush, Bill Clinton y Jimmy Carter.

Bush publicó sus memorias, Decision Points, el 9 de noviembre de 2010. Durante una aparición previa a su publicación, Bush dijo que consideraba como su mayor logro el haber mantenido al país seguro en medio de un peligro real y como su mayor fracaso haber sido incapaz de aprobar una reforma de la Seguridad Social. También fue noticia al defender las torturas —denominadas oficialmente «técnicas de interrogatorio mejoradas»— cometidas durante su gobierno, en concreto la tortura por el método del waterboarding a Khalid Sheikh Mohammed, diciendo: «me gustaría hacerlo de nuevo para salvar vidas». En 2012 escribió el prólogo del libro The 4% Solution: Unleashing the Economic Growth America Needs, publicado por el Centro Presidencial George W. Bush. También presentó el libro en el Parkland Memorial Hospital de Dallas.
Bush apareció en el programa de la NBC, The Tonight Show with Jay Leno, el 19 de noviembre de 2013, junto a la ex primera dama. Cuando Leno le preguntó por qué no opinaba en público sobre el gobierno de Barack Obama, dijo: «creo que no es bueno para el país tener a un expresidente crítico con su sucesor». A pesar de esta declaración, el sábado 25 de abril de 2015, Bush criticó al presidente Obama en un reunión de la Coalición Republicana Judía en el hotel Venetian de Las Vegas. Bush criticó las políticas de Obama respecto a Irán, especialmente los acuerdos nucleares y las sanciones, y dijo: «¿Creéis que Oriente Medio está ahora en una situación caótica? Pues imagínense lo que espera a nuestros nietos. Así es como los estadounidenses deberían ver los acuerdos». Bush también criticó la retirada de tropas de Irak en 2011, y la calificó como un «error estratégico», tomando prestadas las palabras utilizadas por la senadora de Carolina del Sur Lindsey Graham.
En la Cumbre de Líderes de Estados Unidos y África de 2014, Bush, junto a otros líderes como Michelle Obama, el Departamento de Estado y el Instituto George W. Bush, organizó un foro de un día de duración sobre educación y sanidad junto a las esposas de los líderes africanos que asistieron a la cumbre. Bush instó a los líderes africanos a evitar la aprobación de leyes discriminatorias que hicieran más difícil la administración de tratamiento contra el VIH/SIDA.
Bush se ha manifestado también a favor de una mayor participación global de las mujeres en la políticas y asuntos sociales en países extranjeros.
El 2 de noviembre de 2014 Bush habló en un evento ante 200 líderes empresariales y cívicos en la Biblioteca del Centro Presidencial George W. Bush para promocionar el Museo de la Biblia en Washington D.C, en aquel momento en construcción. Bush publicó una biografía de su padre, George H.W. Bush, llamado 41: A Portrait of My Father, que fue lanzado al mercado el 11 de noviembre de 2014.
En una entrevista publicada por la revista Israel Hayom, el 12 de junio de 2015, Bush dijo que «se necesitan botas sobre el terreno», haciendo referencia a la necesidad, según él, de utilizar tropas terrestres para derrotar al Estado Islámico de Irak y el Levante (ISIS). Añadió que «a pesar de que durante su presidencia se decía que se debían retirar las tropas estadounidenses de Irak, él escogió el camino contrario y envió 30 000 soldados adicionales para derrotar a Al Qaeda en Irak y Al Qaeda en Irak fue derrotada». A Bush también se le preguntó sobre Irán, pero se negó a responder, indicando que cualquier respuesta que diera sería interpretada como un intento de debilitar al presidente Barack Obama.

### Colaboraciones

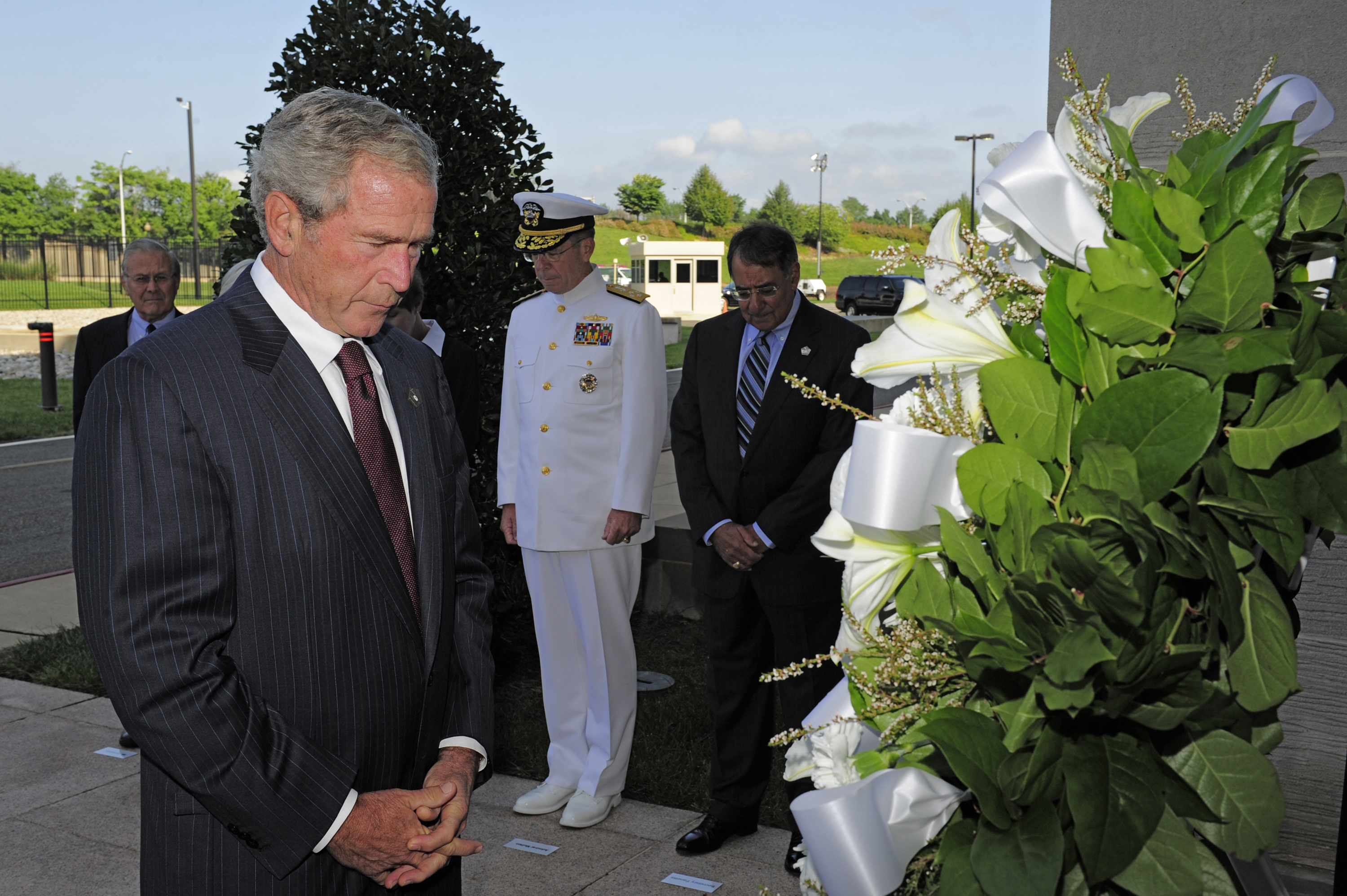
George Bush en el Pentágono el 10 de septiembre del 2011, un día antes del décimo aniversario del 11-S.

En enero de 2010, a petición del presidente Obama, Bush y Bill Clinton establecieron el Fondo Clinton Bush Haití para recaudar contribuciones y ayudar en las labores de socorro y reconstrucción tras el devastador terremoto en Haití del año 2010 a principios de ese mismo mes.
El 2 de mayo de 2011, el presidente Obama telefoneó a Bush, mientras este estaba en un restaurante con su esposa, para informarle del asesinato, por parte de fuerzas estadounidenses, de Osama bin Laden. En septiembre los Bush se unieron a la familia Obama en Nueva York para conmemorar el décimo aniversario de los atentados de 2001. En el monumento de la zona cero, Bush leyó una carta que el presidente Abraham Lincoln escribió a una viuda que había perdido a cinco hijos en la guerra de Secesión.

### Pintura y arte
Tras abandonar la presidencia, Bush comenzó a pintar como pasatiempo. En sus pinturas ha retratado perros y bodegón, aunque también ha pintado autorretratos y retratos de líderes mundiales como Vladímir Putin, Tony Blair, José María Aznar o de él mismo.
Sus pinturas se encontraron con una dura recepción por parte de los críticos de arte, que las calificaron de mediocres. Bill Arning, director del Museo de Arte Contemporáneo de Houston, dijo de sus retratos que estaban «pintados de forma gruesa, de un modo, que yo llamaría, de gran aficionado» y escribió «yo diría que necesitan estar basados en menos reproducciones fotográficas. Se puede decir que alguien ha cogido una fotografía y ha hecho una pintura con ella (...) creo que estaría mejor trabajar con múltiples fuentes, fotografías, o con la persona real, para conseguir un poco más de vitalidad».

## Legado
El legado de George W. Bush sigue siendo motivo de disputa entre liberales y conservadores en Estados Unidos, los cuales mantienen puntos de vista muy opuestos. Sus partidarios respaldan las «políticas antiterroristas» de Bush para la prevención de más ataques terroristas después del 11-S y alaban sus políticas como la Ley que ningún niño se quede atrás, la ampliación de Medicare para medicamentos recetados y su programa para el alivio del sida conocido como PEPFAR. Sus críticos a menudo atacan a Bush en su gestión de la guerra de Irak y en el hecho de que la principal premisa detrás de la invasión, la existencia de armas de destrucción masiva, fue una farsa. Al respecto, comentaristas como Federico Fasano lo han comparado con Adolf Hitler por la guerra preventiva decretada contra el régimen de Sadam Huseín y la consiguiente ocupación unilateral del territorio iraquí. También se le recrimina su mala gestión fiscal, su actuación tras el huracán Katrina y la crisis financiera de 2008, que sus críticos señalan como pruebas de la ineptitud de George W. Bush para ser presidente. Ben Ferencz, antiguo fiscal jefe del ejército de Estados Unidos en los juicios de Núremberg, ha declarado que Bush probablemente cometió crímenes de guerra en relación con la guerra de Irak.
A pesar del continuo debate, algunos historiadores y comentaristas sostienen la opinión de que Bush fue uno de los presidentes «más consecuentes de la historia». El estudioso de la Universidad de Princeton, Julian Zeliver, describe la presidencia de Bush como «una transformación» y afirma que «algunas personas lo odian, otras lo aman, pero creo que con el paso del tiempo se tendrá una perspectiva mucho más profunda». Bryon Williams de The Huffington Post catalogó a Bush «como el presidente más destacable desde Franklin D. Roosevelt» y dijo que la Ley Patriota «aumentó la autoridad del poder ejecutivo a expensas de lo que el poder judicial opina sobre cuantos registros o incautaciones son razonables para la obtención de pruebas». La administración Bush presidió la mayor reducción de impuestos desde el gobierno de Ronald Reagan y sus reformas en seguridad se convirtieron en la mayor expansión del gobierno federal desde la Great Society de Lyndon Johnson de la década de 1960. Gran parte de estas políticas perduraron con el gobierno demócrata de Barack Obama.
En la opinión pública, su reputación fue mejorando poco a poco desde que abandonó la presidencia en 2009. En febrero de 2012, Gallup informó que los estadounidenses todavía posicionan a Bush como entre los peores presidentes, pero sus puntos de vistas se han vuelto más positivos desde que abandonó el cargo. Gallup señaló que las calificaciones de Bush comenzaron a subir un año después de abandonar el cargo, que pasó de un 40 % de aprobación en enero de 2009 a un 35 % en marzo de 2009 y repuntó a un 45 % en julio de 2010, periodo en que se había mantenido alejado del foco mediático. Otras encuestadoras han observado la misma tendencia. En abril de 2013, su índice se situó en un 47 % de aprobación y un 50 % de desaprobación en una encuesta conjunta realizada por The Washington Post y ABC, el mejor resultado para Bush desde diciembre de 2005. Bush ha logrado mejorar su imagen entre personas de edad avanzada, blancos de baja cualificación, demócratas moderados y conservadores, a pesar de que la mayoría de la población sigue suspendiendo a Bush en su manejo de la economía (53 %) y la guerra de Irak (57 %). Su 47 % de aprobación era el mismo que tenía Barack Obama en el momento de realizarse el estudio. Una encuesta de la CNN del mismo mes encontró que el 55 % de los estadounidenses consideraba la presidencia de Bush un fracaso; sin embargo un 80 % de los republicanos la consideraban un éxito, un 43 % de autodenominados independientes también la calificaban como exitosa, mientras que un 90 % de los demócratas pensaban que fue un fracaso.
Mientras que el índice de aprobación de Bush ha mejorado entre la población, las opiniones de historiadores, politólogos y estudiosos coinciden en situar a Bush como uno de los peores presidentes estadounidenses de la historia, clasificándolo en la 39.ª posición de entre los 43 presidentes hasta Bush. Los encuestados dieron al presidente Bush calificaciones bajas en su manejo de la economía de Estados Unidos, la comunicación, el compromiso político, sus logros en política exterior y labores de inteligencia.